# 咲-Saki-の登場人物
咲-Saki-の登場人物（さきのとうじょうじんぶつ）では、小林立の漫画作品『咲-Saki-』およびそれを原作としたドラマCD・テレビアニメ・ゲームの登場人物について解説する。
担当声優は、注記のない限り、テレビアニメ版・ゲーム『咲-Saki- Portable』に、俳優は実写テレビドラマ・映画版に準ずるものとする。
なお、作中で登場する架空の高校名は、清澄高校を除いて、その都道府県に実在する自治体内の地名、施設、名所などから名付けられている。

## 長野県

### 清澄高校
読み方は「きよすみ」。麻雀では無名の公立高校。それゆえに長野県内では麻雀に本格的に取り組もうと考える生徒は、風越女子高校をはじめとした強豪校に進むことが多いため、麻雀部員は不足気味であり、竹井久が入学したころは廃部寸前の状態だった。主人公である新1年生の宮永咲の入部により女子は団体戦に出場することが可能になった。インターハイ県予選団体戦決勝では龍門渕高校、風越女子、鶴賀学園と対戦。龍門渕高校に逆転で勝利し、インターハイへの出場を決めた。
宮永 咲（みやなが さき）
声 - 植田佳奈 / 演 - 浜辺美波（幼少期：安藤美優）
本作品の主人公。1年生。身長155cm。団体戦では大将を務める。白糸台高校3年の宮永照は実姉。
気が弱くて泣き虫なドジっ娘。普段は読書が趣味で、麻雀部入部前に本を貸すという竹井久の誘いに乗って麻雀部の部室に行ったこともある。幼なじみの京太郎との関係は中学2年生のころからのもの。並以上に勉強はできるものの学力は姉の照には及ばない。極度の方向音痴であり、見知らぬ建物で単独行動を取ると高確率で迷子となる。
負ければお年玉を巻き上げられ、勝ちすぎると嫌な顔をされるからという身勝手な家族麻雀が原因で、勝つことも負けることもしないプラスマイナスゼロで終局させる技術を身につけた。半ば強引に連れてこられた部室で、初めて家族以外と打った麻雀にもかかわらず、原村和を含む面子に対して3回連続でプラマイゼロを達成し、翌日には東風・赤入りの上に他家が意図的にそれを妨害してくるという極めて困難な状況においてもプラマイゼロを再現した。続けて久から言われた「次は勝ってみなさい」という言葉に、生涯初の役満 (四暗刻)を和了り快勝、その圧倒的な力量差を見せつける。この際に投げかけられた「麻雀を好きでもないあなたに負けたのが悔しい」という言葉がきっかけになり、確執を抱える姉とも麻雀を通してなら話せるのではないか、と思い麻雀部に入ることを決めた。
好きな役でもある得意役は自分の名前に類似した嶺上開花。ただし嶺上開花は結果に過ぎず、実際には「槓材が流れてくる」「嶺上牌を正確に察知する」「槓をすることで他家の手に影響を与え、それを逆用して自分の和了りに生かしたり他家の手を潰したりする」のが作中での能力である。能力を前提とした打ち回しが多く、嶺上牌で和了する、あるいは手を進めることを前提に手作りをするため、リスクを伴う槓を多用したり、槓をするために地獄単騎に受けるなど、一見初心者のような打ち筋に見えることがある。また、当たり牌を故意に加槓し搶槓させるという高度な差し込みをするなど、その打ち回しの自在性は非常に高い。対子系の手しか作れないというわけではなく、順子系の手で和了ることもある。裸足で麻雀をすることが咲にとっては最も自然体であり、本気を出す時は靴下を脱ぐ。また、相手の気配に敏感で、藤田靖子、天江衣、神代小蒔などに対して反応している。一方で、龍門渕透華を筆頭に龍門渕高校や阿知賀女子学院メンバーなどの潜在的な強者に対しても無自覚にプレッシャーを与えている。

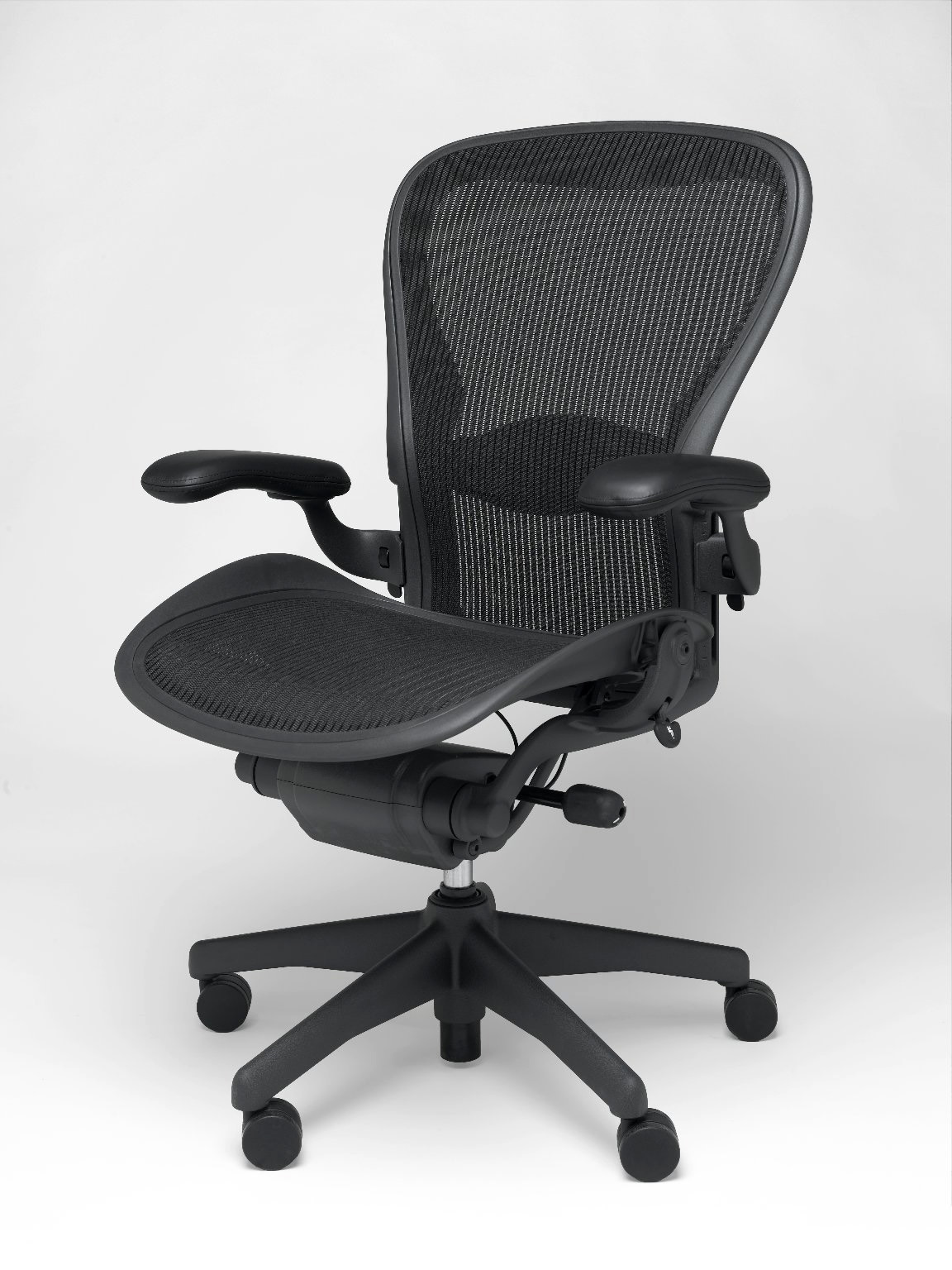
原村和が自室で使っている、ハーマンミラー社のアーロンチェア。画像の製品は、ランバーサポートタイプ。

原村 和（はらむら のどか）
声 - 小清水亜美 / 演 - 浅川梨奈（小学生時代：鈴木伶奈）
1年生。身長154cm。本作品の準主人公。団体戦では副将を務める。ピンク色のツインテールが特徴的。優れた容姿と年齢に反して大きく育った豊満なバストを持っている。アイドル的な人気があり、天才と称されることもある。普段から年上年下無関係で丁寧語や敬語を使うが、旧友である優希に対しては、名前を呼び捨てにする。
全国中学生麻雀大会（インターミドル）個人戦優勝の経験を持つ実力者で、運に頼らない完全理論派（デジタル）の打ち手。ネット麻雀ではのどっちのハンドルネームで伝説的強者として知られ、世間では運営スタッフが用意したプログラムとまで言われる。局の初めに5秒ほどの考慮をする以外は即断即決で手を進め、どの牌が来たらどれを切るかということを、和了率のみならず得点期待値まで完璧に計算に入れた上で打つことができる。
物語の冒頭で宮永咲と出会い、プラマイゼロという常識外れの技量に衝撃を受ける。また咲が麻雀が好きではない言ったことや時に相手への情から力をセーブしてしまうことから、入部後2人の関係は良好ではなかったが家庭事情を知ったことにより、共に全国大会に行くことを約束する。以降麻雀を通じて友情を深めている。久に対しては、その打ち方を理解できないとしながらも、「あの人に任せて悪くなったことなんてない」「中堅戦は部長だから心配ない」などの強い信頼を寄せている。
リアルでの麻雀ではイージーミスが多かったが「ペンギンを抱くと自宅と同じように眠れるのなら、ペンギンを抱けば自宅と同じように打てるかもしれない」という久の思い付きによりエトペンのぬいぐるみを抱いて打つようになってからは集中力が増しミスも大きく減り、藤田プロに「以前とは次元が違う」と言わしめた。その集中力がある点を超えるとのぼせたような雰囲気（覚醒状態）になり、リアルの麻雀をデジタルのゲーム画面のように知覚し、他者の気配に影響を受けることもなくなり、のどっちと同じ闘牌をすることができるようになる。
様々な能力を持つ人物が登場する当作品において、「そんなオカルトありえません」「一時的なランダムの偏りを流れとかジンクスだと思い込んで心縛られてるだけ」と能力を全否定する態度を貫いている。通常ではありえないような現象を目の前にしても「なかなかの偶然」「偶然極まりない」と言い張って決して譲らない頑固な一面がある。
片岡 優希（かたおか ゆうき）
声 - 釘宮理恵 / 演 - 廣田あいか
1年生。身長143cm。団体戦では先鋒を務める。お気楽にして豪快な性格だが、同学年の宮永咲や原村和の前では涙を見せたがらないなど気が強い一面もある。語尾に「じぇ」や「じょ」をつけるなど、しゃべり方が特徴的。
和とは高遠原中学時代から仲が良く、インターミドルチャンピオンである和が麻雀無名校の清澄高校に進学する要因を作った人物である。そして麻雀を始め和と一緒に高遠原中学の麻雀部に入った理由は、和が奈良にいたころにいた仲間（阿知賀子ども麻雀クラブ）たちがうらやましかったことだった。須賀京太郎に絡んだり、ちょっかいを出したりする描写が多いが、本気で好意を抱いているかどうかは定かでない。
東場（東南戦前半）では強いが、後半になるにつれ失速する傾向があり、「天才だけど集中力が持続しない」と自評する。東初の起家を担当する確率も高い。格下の相手は圧倒するが、同じ麻雀部の咲や和、県大会団体決勝戦の相手の井上純や福路美穂子、アニメ版の県予選個人戦での南浦数絵など、格上の相手には苦戦することも多い。先鋒は最も実力のある者を据えるのがセオリーなため「我最強」と勇んでいたが、染谷まこに（優希が先鋒なのは）点数移動計算ができないからだと一蹴されている（先鋒はまだまだ先は長いので点数計算しながら打ってもほとんど意味がない）。東場での爆発力は全国の強豪校にも警戒され、末原恭子からは「常識の外にいる生き物かもしれない」と評されている。他家に鳴きを入れられると調子が狂うという弱点があったが、4校合同合宿で純に鍛えてもらい克服している。
叔母の結婚相手が外国人であるなど多国籍的な文化で生まれ育ち、小さいころから家で食事に出ていたタコスが大好物で、清澄高校への進学を希望したのは学食にタコスがあるからとされる。タコス以外にも、たこ焼きやたこさんウィンナーなど名前に「たこ」が付く食べ物を食べればパワーに出来、これを「タコスぢから」と呼んでいる。
竹井 久（たけい ひさ）
声 - 伊藤静 / 演 - 古畑星夏
3年生。身長164cm。清澄高校学生議会長。団体戦では中堅を務める。
基本的にはオーソドックスなデジタル打ちだが、原村和ほど完璧に効率の計算が出来ないこともあり、大事な局面ではあえて手を崩し、地獄単騎や嵌張（カンチャン）といった悪待ちで他家からの出和了りを誘うなど、セオリーを無視することによって相手を翻弄するような戦いを好み、対戦相手を撹乱する。一方で悪待ちを読まれたと見るや、オーソドックスな両（多）面待ちや、空聴リーチをも使用し、相手を疑心暗鬼に陥らせていく。理論派の和からは「わざわざ悪い待ちにするのが理解できない」と言われ、麻雀観で対立したことがあるが、県予選団体決勝中堅戦で最多獲得点数を記録、インターハイ1回戦中堅戦で連荘六本場から他校を飛ばして終了させるなど、その実力は確かなものである。また、ブレーンとしての能力も高く、チームメイトの能力に基づいた的確な練習・調整はその後の勝利に大きく結びついている。
学生議会長でもあることから生徒からの信望は厚く、部員からも全幅の信頼を集めている。観察力にも長け、部員との初対局で宮永咲が3連続プラマイゼロで終えたことに気づいたり、和にエトペンを抱かせることでリアルの麻雀でのミスを減らせるなど、実戦にも生かしている。両親は共に女性で、中学時代の片方の親の事故を切っ掛けに両親は不仲になり、最終的に離婚した。名字がそれに伴って竹井に変わった。
ツモ和了りする際に牌を親指で跳ね上げ、牌が空中にある間に倒牌し、落ちてきたところを叩きつけるというアクロバティックな仕草を披露することがあるが、鹿倉胡桃に「あまりのことに注意しそこなった」と言われるほどである、完全なマナー違反。
染谷 まこ（そめや まこ）
声 - 白石涼子 / 演 - 山田杏奈
2年生。身長158cm。麻雀部次期主将。団体戦では次鋒を務める。付き合いが長い1年先輩の久とは、かつて家庭環境もあって荒れていた久の面倒をみていたこともあり非常に仲がよくタメ口で会話している。
亡くなった祖父の影響で広島弁（中国方言ともいう）でしゃべる眼鏡っ子。家は「Roof-top」（ルーフトップ）という屋号の雀荘である。
染め手が得意。当初は対局中は眼鏡を外していたが、目を細めれば対面の捨牌が見える程度の視力はある。家業の関係で幼少時から膨大な量の対局を見ており、現在の卓上と似た過去の牌譜を記憶から引き出して人の顔のイメージに見立て、悪い表情に見えた場合は良くなる方へ歪ませるというふうに流れを操作して場を自分有利な状況へ運ぶことができる。しかし記憶にない局面には対応することができないため素人やトップレベルなどイレギュラーな相手とは相性が悪かった。全国大会決勝ではそういう状態を打開するために眼鏡を外さず敢えて自身の欲に忠実な攻めを敢行し、自身の一番好きな約満である緑一色を完成させて清澄を窮地から救った。
スピンオフ「染谷まこの雀荘メシ」では主人公を務めており、長野の眼鏡ッ娘仲間や久の紹介で知り合い料理を通じて意気投合した美穂子と仲の良さを見せたり、家庭的で面倒見がよい人柄から男子にもモテている事が描かれている。
須賀 京太郎（すが きょうたろう）
声 - 福山潤
1年生。身長182cm。宮永咲を麻雀部に誘った張本人、清澄麻雀部唯一の男性部員。咲とは中学時代からのクラスメイトだが、実力や家庭の事情などを聞けるほどの関係性ではない模様で、あくまで人数合わせのカモのつもりで勧誘した。麻雀はまだ覚えたてで、役もまだよく知らない。
軽い性格で異性に弱く、特にスタイルのいい女性やルックスの良い女性には甘い。また妄想癖があり、原村和を対象にいかがわしい妄想にふけることがよくある。片岡優希とは漫才コンビのような関係で、所構わずよくいじられたり、ツッコミを入れたりと仲が良い。
愚痴をこぼしながらも麻雀部の雑用係をしている。特に優希のためのタコス調達要員となることが多いが、特にそれらを嫌がっているような描写はなく、むしろタコス作りに至ってはハギヨシにおいしい作り方を教えてもらうなど率先してやっている。
作者によれば、中学時代はハンドボール部で、県予選の決勝まで行ったという。咲とは幼なじみであるが彼女と知り合った時期の関係もあってか照のことは知らない。
内木 一太（ないき いちた）
声 - 白石稔
3年生。身長176cm。清澄高校学生議会の副会長。
清澄高校が県予選突破後、麻雀部のために生徒や父兄などを集めて麻雀部の応援イベントを行っている。ロリコン疑惑があり、高遠原中学校の「ムロマホコンビ」へのインタビューの際は裕子が見切れており、まこに「マジじゃったか」と言われている。歳の離れた弟がいる。
寺平 彩乃（てらだいら あやの）
声 - 古木のぞみ
3年生。身長163cm。清澄高校学生議会の会計。
紫芝 菜月（ししば なつき）
2年生。身長161cm。清澄高校学生議会の書記。
高久田 誠（たかくだ まこと）
第1話に登場する京太郎の友人。身長192cm。咲共々冷やかし、ニヒルに笑いながら去っていった。高い身長の割に喧嘩が弱い。

### 龍門渕高校
読み方は「りゅうもんぶち」。元々県内強豪であった既存の麻雀部を昨年に龍門渕透華の率いる新生麻雀部員が締め出し、現在の麻雀部が結成した。制服は存在するが私服制度の学校であり、制服のデザインも自由に変えることができる。前年度のインターハイ県予選団体戦ではメンバー全員が1年生でありながら当時県内最強だった風越女子を圧倒し優勝を成し遂げ、インターハイでも怒涛の快進撃を続けたが、準決勝副将戦で臨海女子により他校が飛ばされ大将である天江衣に回ることなく敗退となった。今年も全く同じメンバーで団体戦に出場。県予選優勝候補であったが、決勝で清澄高校に敗れ2位になりインターハイ出場を逃す。透華が衣のために各所から人員を寄せ集めて結成したチームであるが、透華を含む全員が「衣は友達であり、家族である」という思いで衣と接しており、固い絆で結ばれている。県予選で敗退してもなお、全国での評価は高い。
阿知賀編では阿知賀女子学院の強化遠征に応じており、阿知賀メンバーが遠征した7校の中で唯一彼女たちに勝利している。
天江 衣（あまえ ころも）
声 - 福原香織 / 演 - 菊地麻衣
2年生。身長127cm。牌に愛された子の一人。2年連続で大将を務める。
昨年のインターハイ団体戦では1回戦で2校、2回戦で3校を同時に飛ばすという離れ技を披露し前年度MVP、インターハイ最多獲得点数記録を樹立、同年行われたプロアマ親善試合でも優勝するなど、その実力は全国トップクラスの選手たちの中でも異彩を放っている。荒川憩、神代小蒔と共に、全国大会における昨年の別格の一年生として名が挙げられている。
龍門渕透華とは従姉妹。ロングヘアーにうさぎの耳のようなカチューシャが特徴。かなり幼い外見と性格をしているが、力を見せるときは独特の自信にあふれた態度と威圧感で相手を圧倒する。プロ雀士で年上の藤田靖子に向かって「三流にふさわしいおめでたい脳みそ」と発言するなどかなりの毒舌家だが、根は素直。
「海底牌にどの牌があるかを確実に察知する」能力を持ち、海底撈月を得意役としている。これは場を支配するという大きな能力の一部であり、支配が強い状況において、他家に配牌とツモを全てあわせても国士無双以外では一切聴牌させず、鳴くチャンスすらほとんど与えないのが本質である。他家が鳴きを入れて衣に海底牌をツモらせないようにしても、すぐさま鳴き返して海底コースに戻ることができ、海底撈月を和了ることが多い。能力は昼よりも夜、月齢が満月に近ければ近いほど強くなるため、試合開始が最も遅い大将にオーダーされているが、能力を発揮しない状態でも安定した強さを持つ。また能力の強弱の変化に応じてスタイルにも若干のブレがある。海底撈月だけでなく鳴きを入れた速攻も得意としており、速攻に転じた場合は圧倒的な和了速度を誇り、どちらにしても打点が非常に高い。海底撈月と速攻を併用することで速度に異常な緩急をつけて他家の精神をかき乱したり、他家を0点に調整してわざと飛ばさなかったりするなど、勝敗を優先せず他家を弄ぶ打ち方を好む。山や相手の手牌をかなり正確に把握している描写もあり、高度な点数調整も行えるが、王牌は支配外であり、槓により王牌を駆使して手を進める咲は天敵と言える。相手の気配を感じる能力は咲よりも高く、咲が反応しなかった優希や夢乃マホ、さらには和がのどっちに覚醒したときにも反応するような描写がある。
6年前に両親を事故で失い親戚である龍門渕家に引き取られたが、そこでも龍門渕家当主（透華の父）に恐れられ龍門渕邸の別館に幽閉同然の状態で住まわされていた。麻雀を打つことで他者に恐怖を与えることに孤独を感じ麻雀の楽しさを感じられずにいたが、それでも自己の存在意義は麻雀を打つことにのみにあると思い込んでいて、藤田プロからは「麻雀を打つのでなく打たされている」と評されていた。
龍門渕 透華（りゅうもんぶち とうか）
声 - 茅原実里 / 演 - 永尾まりや
2年生。身長163cm。麻雀部部長。天江衣の従姉妹で、祖父は龍門渕高校の理事長。「目立ってなんぼ」が信条のおっちょこちょいなお嬢様で丁寧語を使って話す。2年連続で副将を務める。
県内でも屈指の理論派（デジタル）の打ち手にして膨大な牌譜を研究・解析するなどの努力家でもあり、ネット麻雀で様々な相手と戦った際に最も手強かったのどっちである原村和に強いライバル意識を持つ。だが当の和からはさほど意識されてはいない。中学時代のリアルではまだミスが多かった時代の和の牌譜からのどっちの打ち筋を読み取り、同一人物ではないかと疑っていたが確信を持つに至ってなお「これでは圧勝できない」と言ってのける自信家でもある。だが時に効率よりも目立つことを優先し、その打ち方がしばしば当たる。
相手が強ければ強いほど燃え上がる気質の持ち主だが、あまりに多くの強豪に囲まれた状況下では唐突に冷たい透華と呼ばれる一種のトランス状態に入り、物言わず静かに相手に何もさせず冷淡に勝ちを重ねていく打ち筋に豹変する。しかし、他のチームメイトからは「透華らしくない」と不評であり、自身も「こんなスタイルの違う打ち方は認めない」と否定している。
頭頂部あたりにアホ毛があり、感情によって動く。高飛車な言動が目立つが幼くして両親を亡くした衣に対しては深い憐憫の情を寄せており、国広一・井上純・沢村智紀をスカウトしたのも、孤独な衣に友達を作ってあげたいとの思いが背景にある。
井上 純（いのうえ じゅん）
声 - 甲斐田裕子 / 演 - 小篠恵奈
2年生。身長183cm。先鋒を務める。長身で男勝り。料理が得意。オレ女。国広一からは「純くん」と呼ばれている。
不可解な鳴きにより相手の手を潰す打ち方（いわゆる亜空間殺法）を得意とし、場の流れを重視した麻雀を打つ。対戦相手の手の進みを気配で感じ取る能力を持つが、相手が張っているかどうかまでは読めない。なお、対局の際は椅子の上に胡座をかくという、独特なスタイルで望む。
作中では何かを口にしている描写が多い。県予選団体決勝戦では同卓の優希が持ち込んだタコスを自分への差し入れと勘違いして勝手に食べてしまい優希のモチベーションを下げたが、悪意を持ってしたわけではなくすぐに謝罪している。
国広 一（くにひろ はじめ）
声 - 清水愛 / 演 - 柴田杏花
2年生。身長147cm。中堅を務める。龍門渕透華専属のメイド。透華と違い、目立つのは苦手。左の頬に星のマークのタトゥーシールを付けている。ボクっ娘。肌の露出度が極めて高い私服を着ていることが多い。父親はマジシャンをしているが、あまりうまくいってはいない様子。
小学生の時に大会決勝でチームのピンチを救うためスリ替えをしたことがあり、それが発覚してチームは敗退。それ以降は自責の念で麻雀からは離れていたが、中学3年の時にその素養を見出した透華によって強引に龍門渕中等部に編入学。その際に、麻雀を打つ時には両手に拘束具を装着するように命じられた。イカサマ使いとしてではなく、純粋に自分の実力を評価してくれた透華には恩義や友情以上の感情を抱いている。「手品」の技術を封印した現在では打ち方に大きな特徴はない正統派の雀士。
沢村 智紀（さわむら ともき）
声 - 大橋歩夕 / 演 - 金子理江
2年生。身長165cm。次鋒を務める。大人しく口数が少ない眼鏡っ子。国広一からの愛称は「ともきー」。
作中での試合描写はほとんどないがいつもノートパソコンを持ち歩いており、データを重視した麻雀を打っている。
一とは逆に肌の露出度が低い服を着ることが多いせいで目立たないが、豊満な胸の持ち主である。
ハギヨシ
声 - 小野大輔 / 演 - 玉城裕規
龍門渕透華の執事。身長187cm、19歳。
普段は天江衣の付き人として同行している。彼女の孤独な胸中を打ち明けられても何も言えずにいたが、県予選団体戦終了後には衣と友達としての絆を確かめ合う龍門渕の面々を遠目に観ながら涙するなど、衣に対しての情愛は深い。
杉乃 歩（すぎの あゆむ）
声 - 永田依子
1年生。身長162cm。アニメ版オリジナルキャラクター（原作でも第49局に同じ髪型のメイドが登場している）。団体戦の補欠で龍門渕家のメイド。
いつもおどおどしていて、結構おっちょこちょいな性格。龍門渕透華を慕っている。小林によれば、元々は没ネームに存在したキャラクター。

### 風越女子高校
読み方は「かぜこし」。前年度は龍門渕高校の台頭によりインターハイ県予選団体戦2位に終わったものの、一昨年まで6年間連続で優勝しており、連続年度優勝記録を打ち立てた長野県内でも屈指の強豪校。今年は連続優勝記録を絶やした汚名返上に期待がかかっていたが、県予選決勝で4位となりインターハイ出場を逃す。部員80名を擁し、独特の校内ランキング制度を持っている。
福路 美穂子（ふくじ みほこ）
声 - 堀江由衣 / 演 - 加村真美
3年生。身長158cm。風越女子麻雀部のキャプテンを務める。校内ランキングは1位であり、昨年は副将として龍門渕透華と対局したが、今年は押しも押されもせぬエースとして先鋒に抜擢された。普段は常時右目を閉じている。
基本的にはオーソドックスな打ち方をするが、勝負所と判断すると普段閉じているオッドアイの右目を開け、自分の手牌、河の捨牌のみならず、相手の理牌の癖や視点移動から相手の手牌を推察して見切ることで、場そのものを自分に有利に制御する高度な打牌を見せる。この力は自身が和了りやすくなったり振り込みにくくなるのみならず、他家を支援して別の他家を直撃させるなど多彩な戦術に利用できる。この能力をもって昨年度団体戦ではバカツキ状態だった透華を他家を使ってうまく抑えている。
雑用を自ら引き受けてまで後輩たちに打つ時間を確保する、久保貴子からのあまりにも厳しい指導に怯える部員たちをかばうために反論するなど、部員想いの部長である。そのため後輩たちからは厚い信頼を寄せられており、「キャプテン」とよばれ、慕われるが、なぜか同い年の同性からの受けは良くないようである。
涙もろい性格であり、対戦相手の優希に手製の弁当をあげるほどのお人好しでもある。家事全般が得意だが、家電以上携帯未満の機械音痴であり、電子機器を使った作業にはまったく不向きである。
池田 華菜（いけだ かな）
声 - 森永理科 / 演 - 武田玲奈
2年生。2年連続で大将を務める。「〜だし」が口癖。校内ランキング2位であり、打点の高い高火力型のプレイヤー。
福路美穂子を誰よりも慕っており、彼女に褒められることが好きで、悲しい顔をさせることは何よりも嫌う。感情の起伏が激しく、調子に乗った発言が目立つ時があるが、本人も図々しい性格だと自覚している。また感情が昂ぶると髪の毛が逆立ち、猫耳のようになる描写が多々ある。さらに、尻尾のようなものが生えていたこともある。
吉留 未春（よしとめ みはる）
声 - 神崎ちろ / 演 - 吉崎綾
2年生。身長154cm。次鋒を務める。眼鏡っ娘で、胸が小さい。愛称はみはるん。団体戦決勝で対戦した妹尾佳織を（胸の大きさでも）敵視している。
文堂 星夏（ぶんどう せいか）
声 - 又吉愛 / 演 - 樋口柚子
1年生。身長175cm。中堅を務める。糸目のおかっぱで痩身。2カ月で校内ランキングは78位から5位に伸ばし、1年生ながらレギュラーとなる。
深堀 純代（ふかぼり すみよ）
声 - 斎賀みつき / 演 - 星名美津紀
2年生。身長170cm。副将を務める。太めの体型で公家顔。口数が非常に少ない。
久保 貴子（くぼ たかこ）
声 - 山田みほ / 演 - 佐野ひなこ
風越のOGで麻雀部コーチ。身長171cm、23歳。元ヤン。「名門『風越』を率いるコーチ」として部員には厳格な態度で指導をし、時には平手打ちも辞さないスパルタ指導を行うが、県予選団体決勝戦後にはホテルを確保して出場部員たちの休息を図るなどの配慮も見せる。昨年度の大会で失態を演じた池田華菜に対しては特に厳しく接している。
藤田靖子とは旧知の関係であり、彼女の意を受けて県予選出場選手の分析を行っていた。

### 鶴賀学園高等部
読み方は「つるが」。2年前に創部されたばかりの無名校。インターハイ県予選1ヶ月前まで団体戦に出場するメンバーが足りなかったが、部員勧誘に励んだ甲斐あって無事出場を果たし決勝まで上り詰める。しかし決勝では3位となりインターハイに出場することはできなかった。
加治木 ゆみ（かじき ゆみ）
声 - 小林ゆう / 演 - 岡本夏美
3年生。身長164cm。大将を務める。普段は冷静な性格であるが、東横桃子を入部させたいがために下級生の教室に乗り込むなど、積極的な一面もある。その貫禄から、藤田靖子には部長だと思われていた。蒲原智美とは1年生からの付き合いで、彼女からの第一印象は「仏頂面の根暗」。共に麻雀部を設立し、団体戦参加のために各所からメンバーを集めてきた。その実力や指導力で他の部員からは高い信頼を得ている。
特殊な能力の持ち主ではないが、異常な状況に対する対応力も高く、達人然とした印象を与えるプレイヤーだが、麻雀歴はまだ浅く1年生の時にカード麻雀にハマッたのがきっかけだった。
学内での麻雀部のサーバを用いたネット麻雀では、「かじゅ」というハンドルネームを用いていた。学習マニアで、低温科学を勉強することを志している。
蒲原 智美（かんばら さとみ）
声 - 桑谷夏子 / 演 - 大西亜玖璃
3年生で麻雀部部長。身長150cm。中堅を務める。学内での麻雀部のサーバを用いたネット麻雀では、「カマボコ」というハンドルネームを使っている。
常に大きな口を開けた笑みをたたえており、ことあるごとに「ワハハ」という口癖を漏らす。統率力に長けており、1年生時の学園祭ではバラバラだったクラスをまとめ上げ、ゆみを感心させている。
加治木ゆみとは1年生時代からの付き合いで彼女からの第一印象は「アホ面の脳天気」だったが、学園祭をきっかけに親密になる。そのゆみに麻雀を始めるきっかけを与え、共に麻雀部を設立する。県予選敗退後は引退し、睦月に部長職を譲る。部長の実務はゆみに任せていて、津山睦月に部長職を引き継ぐ作業もゆみが行っている。藤田靖子にはゆみが部長だと思われていた。妹尾佳織とは幼馴染の関係で、麻雀部に勧誘した。
東横 桃子（とうよこ ももこ）
声 - 斎藤桃子 / 演 - あの
1年生。身長155cm。副将を務める。愛称はモモ。県予選1カ月前、学内サーバのネット麻雀に参加したところ、その腕に惚れ込んだ加治木ゆみにスカウトされ入部した。
周囲が存在に気づかないほど影が薄く、ゆみは影の薄さ金メダル級とまで評している。ただしモニターごしなどカメラを通した視点であれば、ごく普通に知覚することができる。
麻雀においても天性の影の薄さを存分に生かし、リーチをかけても全く警戒されない・振り込んでも和了牌を無視される（気付かれない）特性を持ち、ステルスモモを自称する。ただし対局中無条件で消えることが出来るわけではなく、相手の実力が高いほど時間がかかる。また、ゲーム画面として卓上を意識するのどっち状態の原村和には全く効かなかった。とはいえ、ステルスのない素の実力も高い。
誰にも気付かれることのなかった自分を見出してくれたゆみには感謝や尊敬を越えた想いを抱いている。4校合同合宿では、ゆみと親しくなった竹井久に対し嫉妬している。
津山 睦月（つやま むつき）
声 - 七沢心 / 演 - 山地まり
2年生。身長163cm。先鋒を務める。学内サーバのネット麻雀ではハンドルネーム「むっきー」を名乗っていた。蒲原智美の引退に伴い部長職を引き継ぎ、アニメでは新部長として合同合宿の返事を書いている。
文堂星夏と同じく、プロ麻雀せんべいのスターカードを集めている。その星夏と友情を結び、4校合同合宿最終日には星夏が欲しがっていた小鍛治健夜のカードを福路美穂子を経由してプレゼントしている。
妹尾 佳織（せのお かおり）
声 - 新谷良子 / 演 - 長澤茉里奈
2年生。身長165cm。巨乳で眼鏡っ娘。幼馴染である蒲原智美の勧誘により、麻雀は素人ながら人数合わせとして県予選団体戦に次鋒として参加した。
素人であるため打ち筋に脈絡がなく予想がつかない。強力なビギナーズラックの持ち主であり、四暗刻和了により決勝次鋒戦で最多得点を記録したほかに、4校合同合宿で次鋒戦の面子から再戦を申し込まれて緑一色和了で返り討ちにしている。鶴賀学園としては実質的に他の4人で得点を稼いで予選を突破し、全国大会までに妹尾を鍛えるという方針であった。そのため予選でも戦力としては計算されていなかったが、上記のように思わぬ活躍でチームに貢献することとなる。
県予選決勝で対局した吉留未春には、胸の大きさでも敵視されている。ビギナーズラックをもたらすほどの幸運は麻雀以外の事象にも適用されるらしい。

### 高遠原中学校
読み方は「たかとおばら」。原村和と片岡優希の母校。福岡の新道寺女子高校に進学した花田煌もここの出身である。
1年前の原村和と片岡優希が在籍していた当時は夢乃マホ、室橋裕子と共に全国中学生麻雀大会（インターミドル）の県予選に出場。団体戦では初戦で敗退したが、個人戦では和が突破し優勝まで勝ち進んだ。
夢乃 マホ（ゆめの マホ）
声 - 徳永愛（第1作）→ 小岩井ことり（全国編）
高遠原中学校2年生。身長138cm。原村和に憧れて、「和先輩のようになりたい」と願っている。花田煌が在籍していたころ麻雀部に通い初めた当時は小学生。
他者の打ち筋をコピーする能力を持ち、4校合同合宿において和、優希のみならず、竹井久、宮永咲の打ち筋まで模倣してみせた。が、コピー出来るのは一人につき一日に一局というレベルであり、素の実力は毎日なにかしらのチョンボをする永遠の初心者。
妹尾佳織に翻弄された染谷まこや、対局に対して楽観的過ぎる咲を強化する目的で、久から4校合同合宿に招かれた。
もともとは本作品と連動する『ヤングガンガン』誌上のコーナー「ラブじゃん」のキャラクターで、初心者の立場から、二階堂姉妹と共に麻雀の解説をしている。4校合同合宿編登場以前から、原作やアニメ版にわずかながら登場していた。
室橋 裕子（むろはし ひろこ）
声 - 藤堂真衣
高遠原中学校3年生。身長164cm。夢乃マホとは幼なじみで行動を共にしている。片岡優希からは、マホと合わせて「ムロマホコンビ」と呼ばれている。
加藤 ミカ（かとう ミカ）
高遠原中学校3年生。身長179cm。先輩の花田煌のいる新道寺女子を目指して受験勉強をしている。

### その他（長野県）
南浦 数絵（なんぽ かずえ）
声 - 三瓶由布子
平滝高校の1年生。身長161cm。個人戦のみに出場した。
麻雀では後半の南場になると強くなる尻上がりタイプで、片岡優希と対照的。
試合が終わると、自身の祖父（声 - 大塚芳忠）と一緒にいることが多い。
原作で個人戦を描写することを想定して設定されたキャラクターだったが、個人戦はアニメ版のみで描かれることとなり、実質的にアニメ版オリジナルキャラとなった。ただし、アニメ化以前から原作でも第9局にモブとして、第57局では藤田靖子と久保貴子の会話の中に登場している。
田中 舞（たなか まい）
声 - 斉藤佑圭 / 演 - 塙さより
今宮女子高校の3年生で部長。身長167cm。副将を務める。
門松 葉子（かどまつ ようこ）
声 - 三上枝織 / 演 - 志村玲那
今宮女子高校の2年生。先鋒を務める。身長162cm。
堂山 ゆかり（どうやま ゆかり）
演 - 木下愛華
今宮女子高校の1年生。身長160cm。次鋒を務める。
永森 和子（ながもり かずこ）
声 - 藤堂真衣 / 演 - 搗宮姫奈
東福寺高校の3年生。身長150cm。先鋒を務める。
河内 智世美（かわち ちせみ）
演 - 市島琳香
東福寺高校の2年生。身長164cm。副将を務める。
三瀬 晶子（みせ あきこ）
演 - 平田あいり
東福寺高校の1年生。身長156cm。次鋒を務める。
上柿 恵（かみがき めぐみ）
声 - 山川琴美 / 演 - 眞嶋優
千曲東高校の1年生。身長151cm。副将を務める。
土屋 由理（つちや ゆり）
声 - 清和祐子 / 演 - 日高七海
千曲東高校の2年生。身長157cm。先鋒を務める。
小川 セリカ（おがわ セリカ）
演 - 藤田小絵
千曲東高校の3年生。身長161cm。
大滝 桜子（おおたき さくらこ）
演 - 星名美雨
千曲東高校の3年生。身長159cm。
棟居 仁美（むねすえ ひとみ）
演 - 岡島楓
千曲東高校の3年生で部長。身長169cm。大将を務める。1回戦で宮永咲への対応が良かったと藤田靖子に評価される。原作のみ登場で、アニメでは大将戦の描写はない。原作では苗字のみであったが、先述のプロフィール公開により下の名前が判明した。

## 奈良県

### 阿知賀女子学院
読み方は「あちが」。本編のスピンオフ作品『咲-Saki-阿知賀編 episode of side-A』の舞台となる奈良県の代表校。所在地は地名に同じ吉野地域。中高一貫教育の女子校で、かつて原村和が中等部に在籍していた。麻雀部は廃部となっていたが、インターミドル個人戦で優勝した和の活躍を見たかつての旧友たちが奮起して阿知賀女子学院麻雀同好会を結成。その後、部員を5人揃えて麻雀部を復活させた。インターハイ県予選で強豪校を下して全国大会に出場。全国大会は1回戦を勝ち抜き、2回戦を2位で通過、準決勝を1位で通過し決勝に進出した。
阿知賀のキャラクターは全員ドラマCDとアニメ版が共通キャスト。
高鴨 穏乃（たかかも しずの）
声 - 悠木碧 / 演 - 桜田ひより（小6：岡崎美優）
『阿知賀編』の主人公。1年生。身長139cm。大将を務める。
小学生のころに原村和と出会い、阿知賀こども麻雀クラブで麻雀を共に楽しむ友達となる。中学校は阿知賀女子学院中等部に進学。中2の初めに和の転校で別れた後は麻雀から離れていたが、中3の夏にインターミドル個人戦での和の活躍をテレビ中継で観戦し触発を受け、再び麻雀で和と相まみえることを決意。仲間を集めて阿知賀女子学院麻雀同好会（後に麻雀部）を結成した。当初は、あくまでも和と戦うことが第一目標であったために、他の清澄高校のメンバーには無関心だったが、全国大会会場で遭遇した宮永咲から強烈なプレッシャーを受けた結果、彼女を倒すべき相手（敵）として激しくライバル視するようになる。
小5まで祖父と日本中の山を登っていたこともあって身体能力に秀でており、中学時代も山を駆け上っては母の綾乃を心配させていた。ボーイッシュな性格で、普段は無鉄砲なところがありやや頼りないが衣に歯が立たなくても何度でも挑むなど、タフな精神力を持っている。そのため衣から厄介な相手と称されるほど成長をし面識がない咲からも決勝戦で会えることを期待されている。小学生のころから常に着ているジャージの上着を腰まで伸ばした、履いていないかのように見える服装が特徴。小学生のころから体格があまり変わっていないようで、『阿知賀編』1巻カバー裏の漫画ではそのことにショックを受けていた。
山の奥を支配する能力を持ち、その支配力は天江衣（夕方で月も欠けている）、大星淡をも上回る。この能力によって能力者は深い巡目での能力行使を封じられてしまう。局が進むごとに支配力は高まり、序巡にも影響が出てくる。
新子 憧（あたらし あこ）
声 - 東山奈央 / 演 - 伊藤萌々香（小6：峯田百花）
1年生。身長149cm。中堅を務める。高鴨穏乃とは同い年で幼馴染の関係。実家は神社を営んでおり、望という年の離れた姉がいる。
穏乃が上級生には敬語を使用しているのとは対照的に、チームメイトで先輩にあたる松実玄や監督の赤土晴絵に対しても呼び捨て・タメ口である。タメ口でしゃべる相手はそれだけ打ち解けている相手ということであり、初対面の相手には逆に敬語のことが多い。口調はさばけていて、思ったことはすぱっと口にするタイプだが、嫌味ではない。「穏乃は計算が出来ない」と言うだけあって本人は計算もでき知的である。
小学生のころは穏乃や原村和と共に、阿知賀こども麻雀クラブに通う仲良し同士であったが、中学時代は麻雀部のない阿知賀女子学院ではなく阿太峯中学校に進学し麻雀部に入る。そのため穏乃・和とは別の学校となったことから疎遠となっていた。
高校は麻雀の強豪校である晩成高校に進学することを目標としていたが、中3の夏に和の活躍を見た穏乃の熱い気持ちに引かれる形で阿知賀女子学院に入学し、穏乃と共にインターハイ出場を目指す道を選んだ。
鳴きを入れた無駄のない打ち筋で上級生の松実姉妹や灼のような特殊能力は持たないものの、阿知賀の中では一番うまいと解説の三尋木咏からも評され、対戦校である千里山女子高校のメンバーからも高い評価を得ている。
松実 玄（まつみ くろ）
声 - 花澤香菜 / 演 - 恒松祐里（中1：松澤可苑、小2：妹尾優里奈）
2年生。身長152cm。先鋒を務める。
女性の大きな胸が好きなようで、しばしば「おもち」と呼んでいる。初登場時は年齢に見合わない大きさな和の胸元を見て興奮し、赤土晴絵にたしなめられていた。晴絵に高く評価されるほどの料理上手である。写真を撮るのが好き。
阿知賀こども麻雀クラブのNo.1で高鴨穏乃らと仲良しだった。阿知賀こども麻雀クラブが活動を終了した中等部2年のころから麻雀活動をしていなかったようだが、こども麻雀クラブが開かれていた教室を掃除して友人たちがいつか戻ってくるのを信じて待っていた。穏乃たちが高等部に入るのを期に部員5名を確保し麻雀部を結成、共に全国へ挑む。
手牌にドラが集まる能力を持ち、表ドラに限らず赤ドラ・槓ドラも集まるため、ノミ手を作るだけで高得点を期待できる高火力型のプレイヤー。その能力から阿知賀のドラゴンロードと呼ばれる。しかも鳴きを入れてツモ順が変わっても、影響を受けないようである。一方で一度ドラを切るとしばらくドラが手に来なくなる制約があり、ドラが安全牌であっても切れずに手牌が窮屈になりやすく、他家へ振込みやすいといった弱点がある。またドラが集まりやすいため、赤ドラが4枚有るインターハイの大会ルールでは帯么系や染手系など和了れない役があるので手役作りに制限が出て来てしまう。なお、対局時にはお嬢様切り（捨牌の模様の上下を対面から見やすい向きに揃える切り方）を行っている。
実家が旅館「松実館」を経営していて、昔は鷺森灼とよくそこで麻雀を打っていた。母親は中1のころには既に死亡しており、その母からは生前に「ドラを大事にするように」と言われていた。
松実 宥（まつみ ゆう）
声 - MAKO / 演 - 渡邉幸愛（小3：関沢美紘）
3年生。身長155cm。次鋒を務める。
松実玄の姉。麻雀の実力は相応にあるが、当時中学生の身で小学生の多いクラブに混ざるのが恥ずかしかったようで、阿知賀こども麻雀クラブには行っていなかった。玄の誘いに応じ同好会に入る。
極度の寒がりで真夏でも常にマフラーと手袋を身に付け、さらに家ではコタツに入りっぱなしなほど。学校でも温室に入り浸っているために花に詳しい。幼少のころはそれが理由で男の子にいじめられよく妹の玄に助けられていたが、2回戦で大量失点をして泣いてしまった玄に「おねーちゃんが取り返してあげるから」と慰めるなど、姉らしい一面も見せる。
赤い部分のある、あったかい色の牌が集まりやすいという能力を持つ。玄の能力に比べると火力は劣るが特に制約は存在しないため、手の自由度は高く対応も難しい。
また地区予選から常にプラスの成績を残している。
鷺森 灼（さぎもり あらた）
声 - 内山夕実 / 演 - 中山莉子（小2：平澤宏々路）
2年生。身長142cm。副将を務める。
松実玄のクラスメイト。幼稚園児のころから大人と麻雀を打っても引けを取らない実力を見せる。憧れていた赤土晴絵が麻雀をやめてからはやる気をなくし、小学1年のころからは情報自体も耳に入れないようにしていた。玄たちの強い誘いに最初は名前貸しのみで同好会に入会。その後折よく帰郷した晴絵と再会し、また牌を手にする。
つけている制服のネクタイは晴絵がインターハイから帰ってきた時に彼女からもらったものであり、大事にしている。また実家がボウリング場であり、対局の際にはボウリンググローブを装着している。
最後にメンバー入りした上に3年生の松実宥がいるにもかかわらず部長を任されているのは、チームで一番しっかりしているからとのこと。
実家は祖母と2人暮らしで、祖母からも応援されて暖かく見守られている。
能力は、牌をボウリングのピンに見立てたピンズ多面張でのアガリ（ボウリング打法）。特に、待ち牌がビッグファイブなどの、ボウリングにおける特殊なピンの残り方に似たものになりやすい。玄のように牌を捨てることによるペナルティが無いため、筒子以外の待ちに切り換えて引っかけを行うなども可能である。また、晴絵への憧れからか、高校時代の晴絵に似た打ち筋も行う。
赤土 晴絵（あかど はるえ）
声 - 進藤尚美 / 演 - 南沢奈央
阿知賀のOGで高校1年時に麻雀部のエースとして活躍、インターハイ初出場へ導いた「阿知賀のレジェンド」。身長174cm。鷺森灼や志崎綾、「咲日和」阿知賀の巻2にて、口を引っ張りながら「ハルひゃん」と言っている描写がある。灼からは「ハルちゃん」と呼ばれている。
インターハイ準決勝で小鍛治健夜と対局した結果が元で数年間スランプに陥っていた。大学在学中には親友で高校のチームメイトだった新子望の勧めで阿知賀こども麻雀クラブを開いたが、熊倉トシのスカウトにより福岡の実業団チーム（博多エバーグリーンズ）に入るためクラブは解散。2年後、会社の経営難によりチームが廃部になって吉野へ戻った際に阿知賀麻雀同好会の発足を知り、メンバーたちの強い要望と前述した自分自身のトラウマを克服するきっかけになるかもしれないと考え、地歴をはじめとして複数の教員資格も持っていることもあって阿知賀女子の麻雀部顧問となる。教員としての担当教科は情報である。
情報収集力に優れており、また宮永照ですら気付いていなかった弘世菫の能力のクセを見破り宥に策を授けたり、本戦まで誰も気づかなかった大星淡のダブリーの能力を見抜くなど、観察眼にも優れている。

### 晩成高校
読み方は「ばんせい」。奈良県屈指の麻雀強豪校として知られ、全国出場を逃したのは40年の中で赤土晴絵が在籍していた阿知賀女子に阻止された一度のみで、それ以降9年連続全国出場している。このため、奈良県で麻雀を重視する場合は晩成高校に進学することが多い。しかし、10連覇がかかった奈良県大会の第1回戦で麻雀部が復活したばかりの阿知賀女子と対戦するも敗北を喫した。当初は新子憧も入学する予定であったが、結局は阿知賀女子に入学することを選択した。また、偏差値70の進学校でもある。男女共学。
アニメでは去年の秋期近畿大会の準決勝で千里山女子高校・劔谷高校・和深と対戦していたことが明らかになった。
岡橋 初瀬（おかはし はつせ）
声 - 津田美波 / 演 - 工藤美桜
1年生。身長163cm。新子憧とは阿太峯中学校での同級生。晩成高校に進学し麻雀部に入部するが補欠入りすらできない状況で、同じ実力だった憧が晩成に勝てるわけがないと言い切る。応援席で晩成高校が阿知賀女子に敗れていく光景を目の当たりにし、メガホンを落とすほどの衝撃を受けていた。
小走 やえ（こばしり やえ）
声 - 今野宏美/ 演 - 天木じゅん
3年生で麻雀部部長。身長150cm。先鋒を務める。髪型はそれぞれ右をおさげ、左を縦ロールにしている。
子供のころから麻雀の実力を鍛えており、本人によれば小学3年のころからマメができないとのこと。また、高鴨穏乃の指にマメができているのを見て相当な練習を積んでいると見破った観察眼も持つ。
丸瀬 紀子（まるせ のりこ）
演 - 其原有沙
3年生。身長155cm。次鋒を務める。髪型は短いツインテール。
木村 日菜（きむら ひな）
3年生。身長145cm。中堅を務める。眼鏡をかけている。
上田 良子（うえだ りょうこ）
演 - 北村優衣
3年生。身長170cm。副将を務める。髪を逆立てている。
巽 由華（たつみ ゆか）
演 - 川津明日香
2年生。身長160cm。大将を務める。髪型はショートボブ。レギュラー唯一の2年生。
車井 百花（くるまい ひゃっか）
演 - 岡崎百々子
1年生。初瀬の親友。身長157cm。

### 阿知賀こども麻雀クラブ
赤土晴絵が開いた麻雀教室。阿知賀女子学院の麻雀部部室（当時は使われていなかった）で行われていた。晴絵に実業団からスカウトの話が持ち上がったために解散となった。高鴨穏乃・新子憧・松実玄、そして清澄高校の原村和も当クラブの元メンバーである。回想シーンや『咲日和』では麻雀教室のみならず、晴絵や子供たちが遊んだりしている描写もある。
下記の7人はこども麻雀クラブの元メンバーで、全国大会では「阿知賀こども応援団」として吉野からテレビ中継で阿知賀メンバーを応援している。学年は左からこども麻雀クラブ時→（番外編）→インターハイ時で表記している。
ギバード 桜子（ギバード さくらこ）
声 - 大亀あすか、学年 - 小2→（小3）→吉野山小6年生
表情豊で元気一杯の少女。身長138cm。黄色のロング髪が特徴。
元メンバー総勢で全国大会出場の穏乃たちを見送った。ムードメーカー的な存在。
志崎 綾（しざき あや）
声 - 巽悠衣子、学年 - 小3→（小4）→阿知賀女子中1年生
身長151cm。髪型はパープルのセミショート。
現在は他のメンバーと共に穏乃たちの活躍をテレビで観戦している。
山谷 ひな（やまたに ひな）
声 - 高本めぐみ、学年 - 小1→（小2）→吉野山小5年生
身長134cm。髪型はセミショートでヘアピンをしている。語尾に「…所存」と付けるなど言い回しに特徴がある。
桐田 凛（きりた りん）
声 - 高森奈津美、学年 - 小2→吉野山小6年生
身長152cm。髪型が成長に伴って変化しており、小2のころは右目が隠れ気味だったが小6でウェーブ感のあるセミロングになり目も隠れなくなった。
辰巳 春菜（たつみ はるな）
学年 - 小2→吉野山小6年生
身長168cm。髪型はセミショートで帽子を被っている。
佐々岡 よし子（ささおか よしこ）
学年 - 小3→阿太峯中1年生
身長158cm。いつもヘアバンドをつけている。
米田 未来（よねだ みらい）
学年 - 小1→吉野山小5年生
身長143cm。髪を後頭部でお団子にしてまとめている。

## 東京都

### 白糸台高校
読み方は「しらいとだい」。西東京地区の代表校。3年連続インターハイ代表、全国大会2連覇中で、今年は史上初の3連覇がかかっている。二軍ですら県代表クラスの実力を持つと言われているが、下記の5人で構成される一軍はチーム虎姫と呼ばれ、他校とは別格の強さからインターハイ史上最強のチームとの呼び声もある。ただしレギュラーメンバーの選出は、学内の複数のチームで対校試合を行い勝ったチームがレギュラーとなる方式を採用しており、チーム虎姫全員が必ずしも学内トップ5というわけではない。学内の各チームにはコンセプトがあり、チーム虎姫は攻撃に特化した選手を集めたチームである。全国ランキング1位、インターハイ第1シード。インターハイ団体2回戦を1位で通過し、準決勝で阿知賀女子学院・千里山女子高校・新道寺女子高校と対戦し、一時は4位まで落ち込むが最終オーラスで淡が上がり2位で決勝進出を決める。
宮永 照（みやなが てる）
声 - 中原麻衣（テレビアニメ） / 堀江由衣（ドラマCD） / 演 - 浜辺美波（幼少期：和田紗也加）
3年生。身長160cm。牌に愛された子の一人。団体戦では前年度は大将、今年度は先鋒を務める。前年度のインターハイおよび今年度の春季大会の2冠優勝者。
宮永咲の姉。咲とは仲のいい姉妹であったが、現在は長野の実家を離れ母親（詳細は不明）と共に東京で暮らしている。菓子を好んでおり、妹と同様に読書が趣味の模様。妹の咲と頭の良さはそれほど変わらないものの学力は照の方が勝っている。
「高校生1万人の頂点」「インターハイといえば彼女のこと」とアナウンスされるほど高い評価を受け、専門誌にも特集記事が組まれている。また、昨年度インターハイ個人戦準優勝の荒川憩をして「人間ではない」と言わしめるなど、全国の強豪たちの中でも別格の存在として君臨している。
普段は無表情で無愛想だが、雑誌の取材や記者陣からのインタビューの際はにこやかな笑顔を浮かべ、弘世菫から「普段と違いすぎる営業スマイル」と評されるが、特に嘘を言っているわけではない。
白糸台に入学した当時は麻雀部に入るつもりは無く、入学式で道に迷ってた所を菫と会い、その後菫と知り合いになって行く。当初は菫のことを「親切な人」と呼んでいた。麻雀部監督の貝瀬から白糸台麻雀部の伝統を聞いたことで、『スコアが低くても強い人がいる』ことを証明しようと、自身が選んだメンバーでのチーム対抗戦を提案して、麻雀部を見学して選んだ4人と菫を入れた5人に照魔鏡で見る事で彼女らに麻雀の打ち方のアドバイスをしたことで、彼女らを圧勝へと導いた。貝瀬から麻雀部への入部を誘われるも、「麻雀がそれほど好きではない」からと入部を断った。本人曰く麻雀が好きではない理由を「たまにつらいことを思い出すから」自分から好んでは打ちたくないと菫に言っている。菫からトラウマを解消するためにとりあえず麻雀部に入部しないかと誘われ、麻雀部に来れば自分の好きな菓子やパンケーキが毎日食べられると聞いたことと、その後渡辺や宇野沢らから、他の麻雀部員にも自身らにしたのと同じアドバイスをして欲しいと頼まれたことで、コーチ役として麻雀部に誘われて、コーチをすることで、麻雀に慣れて来た頃に菫から自身と麻雀を打たないかと誘われ、その際麻雀部員を全員圧倒する実力を見せつけ、菫から次の日も自分だけは相手をすると言われたことで、菫を名前で呼ぶようになり、麻雀部に入部した。
最初の東一局では和了らず様子見に徹することが多い。小鍛治健夜はこれを「相手の本質や特性を見抜く照魔鏡のようなもの」と解説している。異常なほど高い和了率を誇り、さらに連続で上がるたびに打点が上昇する。 連続和了を止められると再び安い手に戻ってしまうが、その連続和了を止めること自体が非常に困難であり、全国トップクラスの実力を持つ園城寺怜でさえ独力で止めることはできない。また咲や天江衣とは違って強さにブレがなく、能力に癖がないので隙もない。打点を上げ続けなければならないという能力の制約上、前回より安い手で和了ることができず、段々と手役が狭く限られていくのだが、照自身がこれを苦にしていないため弱点とは呼べない。更に8回連続でツモ和了りをする事で、9回目には九蓮宝燈を和了れる。
雀卓での淡々とした闘牌とは裏腹に、後輩にお菓子を買ってきたり、控え室に戻ってからも試合後に倒れてしまった怜を気にする優しい部分もある。公の場以外では何かしら食べている描写が多い。
決勝戦の前に偶然廊下で咲と対面するも何も言わずに立ち去っており、控室では憔悴した状態で咲と何を話すべきかなにもわからなかったと菫に言っている。
弘世 菫（ひろせ すみれ）
声 - 斎賀みつき / 演 - 日比美思
3年生。身長176cm。麻雀部部長。次鋒を務める。資産家の令嬢であり長身で藍色のストレートロングヘアーの容姿をしており、クールな雰囲気。カバー裏漫画などコミカルな場面ではツッコミ役に回る。麻雀の実力だけでなく容姿の良さや親切な性格も相まって同性のファンが多く、菫が通るたびに自主的に行列を成すほど。
中学時代から麻雀の試合で活躍しており、高校の進路も千里山女子のような全国区の強豪への進学を希望していた。しかし親の反対でそこそこ良い東京の私立でなおかつ麻雀の実績では当時は西東京地区の強豪の一つだった白糸台に特待生として入学した過去を持つ。
1年生時の入学式の時に、読書しながら立ち歩いていた照を注意し体育館まで親切に案内したことから彼女と知り合いになる。この時には照から「親切な人」と呼ばれていた。その後照と麻雀部の貝瀬監督との会話の流れで行われることになったチーム対抗戦で、照の選んだチームの一員として当時の部のレギュラーチームと対戦し勝利した。照から麻雀へのトラウマを抱えていると聞くと、好物のお菓子やパンケーキが毎日食べられるとトラウマを解消する目的で麻雀部に入らないかと勧誘しており、照が麻雀を打つ時になった時には真っ先に相手を勝って出て、自身を含めた麻雀部員を圧倒した照の強さを実感しても、真っ先に照へ次の日も自分だけは相手はすると言った。
相手の浮いた牌を狙い撃ちする能力を有し、白糸台のシャープシューターと呼ばれている。その時、自身の特技でもある洋弓で射抜くイメージになる。本人によると「普通に打ってもそれほど弱いわけじゃない」と、能力抜きの実力も低くない様子。
大星 淡（おおほし あわい）
声 - 斎藤千和 / 演 - 志田友美
1年生。身長156cm。南日ケ窪中学校出身。大将を務める。金髪でロングヘアー。試合中に宇宙のようなオーラを出す。照に対しては「テルー」と呼び捨てにし、フランクに話す。阿知賀編に登場した当初はスリムな体型だったが、本編に登場した際は連載が進むにつれて巨乳化したキャラクターの一人。
無邪気で生意気な自信家で、自称「実力で言えば高校100年生」。宮永照の後継者とも目されていて、千里山女子高校の船久保浩子からは今年で最もヤバい1年生として警戒されている。
他家の配牌を5向聴以下に下げるという能力を有する。その性質上、鳴かれない限りは4巡目まで安全で淡はこれを「絶対安全圏」とよんでいた。またダブルリーチを自分の意志でかけることができる（決勝まで温存するつもりでいたが準決勝で我慢出来ずに使用）。能力発動時は必ず役無しのダブルリーチのみで、山の最後のカドの直前で暗槓しその直後に和了するため、和了る速度はサイコロの目に左右される。さらに暗槓した牌に槓ウラがのり、ダブリードラ4の跳ね満が確定する。
渋谷 尭深（しぶや たかみ）
声 - 豊口めぐみ / 演 - RaMu
2年生。身長151cm。中堅を務める。ボブヘアーで眼鏡をかけている。控室のみならず、対局中にもお茶を飲んでいる。大人しく、口数は少ない。
オーラス前までのすべての局の捨て牌第一打が、オーラスで配牌として戻ってくる収穫の時（ハーベストタイム）という能力を有する。その際に戻ってくる牌を淡は「たかみスロット」と呼んでいる。
亦野 誠子（またの せいこ）
声 - 清水香里 / 演 - 岩田華怜
2年生。身長162cm。副将を務める。銀髪でボーイッシュ。制服を着崩し、スカートの下にスパッツを穿いている。自己評価では実力はそこらの県代表エースを凌ぐとのこと。
河から牌を釣り上げる白糸台のフィッシャーの二つ名を持ち、3副露すると必ず5巡以内にツモ和了る。しかし副露を多用するゆえ、余剰牌が狙われやすいという両刃の剣でもある。
棚橋 菜月（たなはし なつき）
2年前の白糸台高校の2年生。身長149cm。緑髪のミディアムをお下げにしている。おっとりとしているような見た目に反して鋭いことを言うことがある。少し離れたところにいる栞の耳が見えるほど視力がいい。
照の即席チームに勧誘されるまで部内ランキングの低い部員の一人だったが、彼女のアドバイスによって部内ランク上位者のいたチームを倒すに至った。
17巻のカバー裏では後輩のためにパンケーキの作り方を教わろうと栞に話しかけた琉音を、蘭とともに背後から尾行している。
沖土居 蘭（おきどい らん）
2年前の白糸台高校の3年生。身長170cm。黒髪のショートカットで細身の長身。夏服を着ているときは眼鏡をかけている。ボクっ娘。チーム対抗戦では先鋒。長身のわりには気が弱く臆病な性格でチーム対抗戦のときは涙目になる一幕もあった。
ほかの即席チームのメンバー同様に部内ランキングの低い部員の一人だったが、彼女から親リーで2向聴という明らかに危険な状況でも手を突っ張るようにアドバイスを受けた。
琉音と栞のことを菜月とともに背後から見守っていることが多い。
渡辺 琉音（わたなべ るね）

宇野沢 栞（うのざわ しおり）

貝瀬 麗香（かいせ れいか）
2年前の白糸台高校麻雀部監督。個人戦のスコアが強い5人よりも仲の良い5人の方が団体戦で良い成績を残すことがあるという先代監督の持論を引き継ぎチーム対抗戦でレギュラーチームを選抜している。
チーム対抗戦でレギュラーチームを選抜する部の方針に疑問を抱いていた菫との議論に割って入った照の提案を飲んだ。

### 臨海女子高校
読み方は「りんかい」。16年連続東東京地区代表。5人中4人が留学生で構成されたチーム。前年度までは全員留学生で構成されたチームだったが、ルール改正で先鋒に留学生をオーダーすることができなくなったため、1人だけ日本人が加わっている。全国ランキングは不明だが、インターハイでは第2シード。
辻垣内 智葉（つじがいと さとは）
声 - 日笠陽子
3年生で部長。身長161cm。チーム内唯一の日本人選手。眼鏡っ子。昨年度インターハイ個人戦3位の実績を持っており、その決勝卓で宮永照との対局経験がある。そして去年の世界ジュニア選手権では照とパートナーを組んで戦った。
江戸時代の火消しの血を引く「少し普通でない」家柄に育ち、幼いころから習い事や技術を教わる中で一番楽しかったのが麻雀だった。特殊な家庭環境のなかで染みついた、周囲の人たちの距離感や雰囲気を察し、攻撃に転じようとしている人を見極めるスキルを麻雀にも応用している。
学校方針により昨年は団体戦に参加できなかったが、今年はルール改正により先鋒を任された。学校側からは「規定変更により仕方なく起用している」という見方をされているようだが、メンバーや監督は彼女に対し、規定に関係ない「真のエース」として絶大な信頼を寄せている。
対局中以外では髪を下ろし眼鏡を外している。また、外では「おじょう」「せんせー」「師匠」などと呼ばれている。
メガン・ダヴァン（Megan Davin）
声 - 小見川千明
3年生。身長185cm。アメリカ合衆国からの留学生で、去年から引き続き団体戦に出場する。浅黒い肌をしており、片言の日本語をしゃべる。去年の団体戦で龍門渕透華と対局しており、透華の突然の変貌に怯えながらも他家を飛ばして逃げ切っている。自身はこのことを屈辱と思っているようで、透華との再戦を願っている。
日本に来た当初は性格自体が攻撃的で日本の選手を馬鹿にしていたところがあったが、智葉に勝てなかったことと去年の団体戦での失敗から謙虚になった。
自分が聴牌すると他家の聴牌状況が分かる他、相手に「決闘（デュエル）」を仕掛けることで3巡以内に当たり牌を掴ませることが出来る。そのため、追っかけリーチをかければほとんどの場合で直撃を取れるが、相手がリーチしていない場合はかわされることもある。この際には、互いに西部劇のガンマンのような格好をして、銃をもって対峙するというイメージが現れる。
その他にも「配牌とツモ以外を見ずに打つとツモが良くなる」という能力を持つが、40日で6局しか出来ず、1局分の回復に1週間かかるという非常に燃費の悪い物であるため、あまり使用しない。
日本のラーメンが大好物で、外でもカップ麺を食べるほど。辻垣内智葉と一緒にいることが多い。
雀 明華（チェー ミョンファ）
2年生。身長158cm。フランスからの特待生。中堅を務める。お嬢様のような風貌で、屋内でも常に日傘を差している。欧州選手権で風神（ヴァントゥール）と呼ばれていた世界ランカー。
風牌（特に自風牌）を集める能力を持つ。また対局中に歌うことで、より調子が出るらしい。
プチプチしたものに目が無く、日本に留学してからはイクラや数の子が好物になったとのこと。
ネリー・ヴィルサラーゼ（Nelly Virsaladze）
1年生。身長140cm。世界ジュニアで活躍するサカルトヴェロ出身の特待生。民族衣装を着ている。
金銭への執着が強く、知らない言葉が出るたびに「何それお金？」と聞くなどしているほか、対局のテレビ中継を見てスポンサーや制作費のことについて言及するなど、しばしばゲスい一面が見受けられる。
郝 慧宇（ハオ ホェイユー）
1年生。身長166cm。次鋒を務める。香港から来た特待生。仁川のU-15（アンダーフィフティーン）アジア大会で銀メダルを獲得した実績を持つ。
中国麻雀の小学生チャンピオンだったがルールの違うアジア大会で優勝を逃し、アジア大会とルールの似ている日本のインターハイで勉強するために留学してきた。初めは日本のルールに合わせた打ち方をしていたが、それまで簡単に引けていた有効牌がぱったりと引けなくなったことで、打ち方は中国麻雀の時のように戻した上で日本のルールに則ってプレイすることで再び良い牌が引けるようになった。
アレクサンドラ・ヴィントハイム（Alexandra Windheim）
ドイツ人の臨海女子高校の監督。34歳。身長172cm。非常に細身な体型であり、ネリーに「おっぱいにもおしりにも脂肪いってない」と言われるほど。
原則留学生のみを取る学校の方針にもかかわらず先鋒の智葉のことを評価しており、留学生を先鋒にできた去年までのルールでも智葉がエースと考えている。非常に好奇心旺盛で、智葉を前に気持ちだけは引いていない優希を自分のチームに欲しがるほど。一方で目の前の試合で全力を出すよりも優勝という結果を重視するビジネスライクな現実主義者の面もある。

### 松庵女学院
読み方は「しょうあん」。団体戦西東京地区予選で白糸台に敗れインターハイ出場を逃した。
多治比 真佑子（たじひ まゆこ）
声 - 古木のぞみ
2年生。身長153cm。団体戦では大将を務める。黒髪のツインテール。母方の実家が京都にある。
実力だけでなくビジュアル面での人気も高いためか麻雀をやってる女子学生を紹介している雑誌に掲載されることも多く、有珠山の岩館揺杏がその人気について触れることもあった。
20巻カバー裏で描写されるまでまともな台詞が存在しなかったにもかかわらず、単行本特典や扉絵に定期的に姿を現していた。
白糸台の大星淡とはお互いの家に遊びにいく仲である。

## 大阪府

### 姫松高校
読み方は「ひめまつ」。南大阪地区インターハイ代表校。春季大会5位。全国で五指に入る強豪で、「ノーシードなのがおかしい」と言われ、インターハイの抽選会ではどこに入るのか注目を集めた。インターハイ1回戦を勝ち抜き、2回戦で清澄高校・永水女子高校・宮守女子高校と対戦。2位抜けで準決勝行きを果たす。全国常連校では比較的珍しい、中堅にエースを据える伝統がある。
愛宕 洋榎（あたご ひろえ）
声 - 松田颯水
3年生で主将。身長155cm。中堅を務める。タレ目が特徴的。特待生として入学。
基本的にお調子者で、対局中にも口数が多く、殆どトラッシュ・トークなため、対局者に注意されることもある。ただそれらの言動は名門・姫松で主将を務め、前年度インターハイや春季大会でも常にプラスの成績を残した確かな実力と実績に基づく自信の現れであり、けっしてただのビッグマウスではない。
特に得意としているのが回し打ちで、しばしば一見トリッキーな打ち筋で相手の和了牌を抱えつつ、最終的に和了を決めてみせるという高い技術を披露している。
マスコミにも「荒川憩と共に千里山にいたら白糸台ともいい勝負が出来たかもしれない」と言われる評価の高いプレイヤーである。
千里山女子の監督である愛宕雅枝の娘で、千里山の船久保浩子は従姉妹。
怜-Toki-
登場時は小学5年生。当時の身長は134cm。クラブチーム「ヴァグラピード大阪」所属。親友の江口セーラとともに「凶星」として活動している。当時は現役のプロであった愛宕雅枝の娘だったために実力を素直に評価されなかった時期があり、数少ない理解者であったセーラと親友になり「凶星」として活動を始めた。
末原 恭子（すえはら きょうこ）
声 - 寿美菜子
3年生。身長147cm。大将を務める。参謀として相手チームの分析と対策を行う。
自分のことは凡人と思っていて、対局の際にはたとえ格下の相手でも負ける可能性を意識して臨み、ある意味で愛宕洋榎と正反対の性格をしている。しかし、「だからこそ強い」と洋榎からは信頼されている。麻雀の傾向としては早和了りを得意とする。
上重漫を高く買っており、昨年度ルーキーの漫をレギュラーに推薦した。その一方で厳しく接し、負けると罰ゲームを与える。恭子本人は「愛のムチ」と言っている。
前任の善野監督を尊敬しており、現監督の郁乃に対してはあまり良く思っていない節がある。
上重 漫（うえしげ すず）
声 - 伊達朱里紗
2年生。身長148cm。1年時からレギュラーで副将だったが、今年は先鋒を務める。
相手が強いほど爆発的に調子を上げるタイプで、爆発時には手牌が789に偏り暗刻ができやすくなるため、四暗刻ができやすいという能力を持つ。
末原恭子から目をかけられていて、レギュラー入りしたのも彼女の推薦によるところが大きい。が、失点などの失態を犯した場合は、彼女によって額に油性ペンで文字を書かれるというペナルティが待っている。
実家がお好み焼き屋であり、咲日和でもその描写が描かれている。
愛宕 絹恵（あたご きぬえ）
声 - 中津真莉子
2年生で愛宕洋榎の妹。身長165cm。副将を務める。ツリ目で眼鏡をかけている。
全国区の選手である姉に憧れ、一般入試で姫松に入学。1年の秋からレギュラーに選ばれる。中学ではサッカー部でゴールキーパーをしており、体育会系の性格をしている。
千里山女子の監督である愛宕雅枝の娘で、船久保浩子は従姉妹。
真瀬 由子（ませ ゆうこ）
声 - 佳村はるか
3年生。身長146cm。次鋒を務める。「のよー」が口癖。お嬢様である。
エイスリン・ウィッシュアートを警戒し対策を練ってきたものの、描写されることなく試合が終わったが、プラスの成績を残している。
身につけている時計は色こそ赤いものの小学生時代に父親に買ってもらったもの。
赤阪 郁乃（あかさか いくの）
声 - 野田順子
姫松高校麻雀部監督。26歳。身長164cm。
去年は監督代行として赴任していたが、作中の年のインターハイでは正式な監督に就任している。やたらとふわふわした口調と態度が特徴。本人はちゃんとした監督であろうと頑張っているつもりだが、いらぬ方向に善意でおせっかいしがちであり、監督代行だった当初は末原恭子からはあまりよく思われていない描写が見られた。久保貴子からは「メンドくさい人」と言われている。
自身のネックレスは学生時代に一美のものと同じタイミング、同じ場所で購入したものである。
シノハユ
中1当時、慕が「鳥瞰」で全国の同世代の打ち手を見た時、その一人として遊んでいた小学生の郁乃の姿が映っていた。
善野 一美（ぜんの かずみ）
姫松高校麻雀部前監督。28歳。身長165cm。
2年前、1年だった恭子を秋の近畿大会からレギュラーに抜擢しつつ、自身の経験に基づいてアドバイスした。去年の春季大会の時期に病気で倒れて入院し、監督の職務を郁乃に譲った。
シノハユ
堂島小学校6年生。小学生全国大会にて決勝まで勝ち進み、三尋木咏と一騎討ちの様相を呈する。しかし終盤、白築慕の追い上げによって下位との差が縮まったところに小禄心の親倍でまくられ、2位となった。

### 千里山女子高校
読み方は「せんりやま」。関西最強と評され、プロ雀士も数多く輩出している名門校。激戦区の北大阪地区を11年連続で制し、過去35回インターハイに出場している。全国ランキング2位。インターハイ第4シード。全国大会2回戦では阿知賀女子学院・越谷女子・劔谷高校と対戦。阿知賀メンバーとはインターハイに向かう道中の浜名湖サービスエリアにて偶然出会っている。
なお、選手達はアニメ放送当時担当声優の所属事務所が同じで、船久保以外は阿知賀編のOPを担当したStylipSの当時のメンバーでもある。
園城寺 怜（おんじょうじ とき）
声 - 小倉唯 / 演 - 咲良菜緒
3年生。身長154cm。千里山中学出身。先鋒を務める。昨年の秋季大会からエースとして出場。それまでは三軍で無名だったが、現在は全国屈指のエース選手である。スピンオフ作品『怜-Toki-』の主人公でもある。
病弱なため、よく清水谷竜華に膝枕をされている。倒れて生死の境を彷徨ってから一巡先を見る能力に目覚める。さらに意識を集中することで二巡先を見ることもできるが、体力・精神力を大きく消耗するため、過去に一度試した際は部室で倒れてしまい竜華から使用を禁止されている。予知に逆らった行動を取ると二巡くらい何も見えなくなる。麻雀以外でも一周するものでさえあればなんでも予知できる。
リーチを掛けることは少ないが、掛ける場合は他家から鳴きが入らなければ一発ツモになるタイミングで掛ける。この際人差し指でリーチ棒を立てる独特の仕草をする。
本人曰く、純粋な麻雀の技量は三軍のころから変わっていないと自己評価は低い。しかし、臨海女子の辻垣内智葉が言うにはデータ上の牌譜を見ても配牌やツモが昔より格段に良くなっているらしく未来視の能力とは別に運が良くなっていることが示唆されている。
清水谷 竜華（しみずだに りゅうか）
声 - 石原夏織 / 演 - 小倉優香
3年生。身長163cm。千里山中学出身。部長で大将を務めており、平均獲得素点では関西随一。
一見、部長としてしっかりしているように見えるが天然ボケ気味。チームメイトで同学年の園城寺怜、江口セーラとは小学校時代からの友人。身体の弱い怜のことを常に気をかけ、できる限りそばにいられるように注意しており、怜が望んだり具合が悪かったりすれば周囲に誰が居ても関係なく膝枕して休ませている。料理上手で梅田の高層マンションに暮らしている。
上述の通り、怜による能力に加え、竜華自身の能力としてゾーンと呼ばれる（雅枝曰く「無極天」）察知能力を持つ。ゾーンに入ることで目の色が変わり、対局相手の体温や鼓動、呼吸から、危険牌に限らず手牌の状態など、あらゆるものが察知可能になる。また、打点も高いものが多くなる。本編にてこの能力を披露した際には、目つきが変わるのみならず、常時弥勒菩薩のようなポーズを取っていた。理牌も全くしていないことなどから、本人はほぼ無意識下にあると思われる。
江口 セーラ（えぐち セーラ）
声 - 能登有沙 / 演 - 水春
3年生。身長160cm。千里山中学出身。中堅を務める。昨年のインターハイでは2年生でエースを務めた。今年は怜にエースの座を明け渡したものの、チーム全体が強くなる方がいいと考え園城寺怜のエース昇格に対しては好意的である。宮永照との対局経験がある。
短パン・タンクトップ・学ランと体育会系のような服装をしていて、スポーツ万能で運動能力も高い。雑種の犬を飼っている。スカートをはかなくてもいいという条件で特待生として千里山に入学したが、試合の際には制服をちゃんと着てスカートもはかなくてはならないために愚痴をこぼしたり恥じらっている。
｢3900を三回和了るより、12000を和了る方が好きやねん」という言葉に代表されるように、鳴きを用いず高得点であがることを好み、大会で同卓する新子憧とは対照的な勝負観を持っている。
怜-Toki-
登場時は小学5年生。当時の身長は147cm。クラブチーム「ヴァグラピード大阪」所属。親友の愛宕洋榎とともに「凶星」として活動している。一人称は本編の時代と異なり、「僕」。住吉の祖父の家と千里山の両親の家を行き来しており、普段は住吉の家から地元の学校に通っている。
二条 泉（にじょう いずみ）
声 - 松永真穂 / 演 - 新井愛瞳
1年生。身長152cm。次鋒を務める。
千里山の麻雀部の歴史の中でごくわずかである、1年生でレギュラーになった一人。下級生ながら先輩たちを仕切ることができる真面目な性格。FPSを愛好しているが得意なわけではない。制服姿のセーラを見て「乙女モード」と評していた。
中学3年時にインターミドルに出場、個人戦では同学年である原村和に点数が及ばなかったものの、団体戦では活躍を見せたという回想の描写がある。
怜-Toki-
登場時は小学3年生。当時の身長は124cm。幼いときから若干早熟な面はあったもののクラスメイトとソリが合わず泣かせてしまうなど生活面では問題を抱えていた。洋榎やセーラがよく行く雀荘の娘であり、それゆえか二人を慕っており髪型まで真似しているほどだが、当のセーラには軽く流されていた。
船久保 浩子（ふなくぼ ひろこ）
声 - manami（第12局まで）→三澤紗千香（第13局以降） / 演 - 島崎莉乃
2年生。神戸出身。身長165cm。副将を務める。チームの参謀・分析係。宮永咲と宮永照が親族であることを疑っている。
先輩にはタメ口で冷静なツッコミを入れる。ジト目・眼鏡・外ハネが特徴。3年生からは「フナQ」、同い年の従姉妹である絹恵からは「ロコちゃん」と呼ばれている。
根っからの研究者気質で、対戦校の選手を非常に細かくデータを取って分析しているほか、その指導者のデータにまで目を通している。打ち筋にもそれが出ており、研究を踏まえた上で相手の隙を突く打ち回しをする。
中牟田 琴音（なかむた ことね）
3年生で補員。。身長157cm。髪型は金髪でセミロング。
準決勝で倒れた怜の代わりに5位決定戦に出場する予定だったが、怜本人にお願いされたこともあってチャンスを譲ることになった。
芦野 沙織（あしの さおり）
3年生で補員。身長173cm。髪型は黒髪のボブカット。琴音と行動を共にすることが多い。
愛宕 雅枝（あたご まさえ）
声 - 久川綾
千里山女子の麻雀部監督で、元プロ雀士。身長167cm、41歳。男勝りな性格で結婚しても苗字を変えていない。
部員の船久保浩子は姪、姫松高校の愛宕姉妹は実の娘。
阿知賀編
準決勝までは千里山女子の監督として振る舞っていたが、決勝の試合直前に松実姉妹の前に姿を現した。
怜-Toki-
当時は現役のプロ雀士であったが、娘の洋榎の親友であり後の教え子であるセーラや同様に後の教え子である泉とも交流があった。そのため凶星と石連寺小の練習試合のあとに送り迎えにきていた。

### 三箇牧高校
読み方は「さんがまき」。団体戦北大阪地区予選では千里山に総合力で及ばず地区2位に終わる。
荒川 憩（あらかわ けい）
声 - 三宅麻理恵
2年生。身長153cm。インターハイ個人戦代表。昨年の個人戦では全国2位。団体戦では先鋒を担当。宮永照との対局経験がある。
口調に少し大阪訛りがありテンションも少し高めの少女。全国における昨年の別格の一年生として天江衣、神代小蒔と共に名が挙げられている。
マスコミから、千里山に彼女と愛宕洋榎がいれば白糸台高校ともいい勝負が出来たかもしれないと評される。
アニメ版
原作に先駆けてアニメ版本編最終話のカットに登場を果たしているが、この時点ではまだ名前も公表されていなかった。

## 鹿児島県

### 永水女子高校
読み方は「えいすい」。2年連続で鹿児島県代表。全員が巫女装束を着ている。また神代小蒔は本家、他のメンバーはその分家の出である。しかし去年のインターハイでは巫女ではない普通の学生もチームに参加していた。インターハイでは第3シードで清澄高校と同じブロック。団体戦における勝ちパターンは小蒔と薄墨初美が点を稼いで、石戸霞がシャットアウトするスタイル。第2回戦では強敵の出現と小蒔の神降ろしを決勝に向けて調整していたために点数を伸ばすことが出来ずに3位で敗退。試合後、個人戦まで時間が空いたためにメンバーと宮守女子のメンバーと海水浴に行くことになった。
神代 小蒔（じんだい こまき）
声 - 早見沙織
2年生。霧島出身。身長154cm。牌に愛された子の一人で、霧島神境の姫と称される。先鋒を務める。本家の娘であり、チームメイトからは姫様と呼ばれる。全国における昨年の別格の一年生として天江衣、荒川憩と共に名が挙げられている。
基本的に「普通の頑張り屋さん」で、素の実力はチームメイトから「飛ばされなければいい」と言われてしまう程度のもの。
九面をその身に降ろすことができ、「寝る」ことでその力が発揮される。九面の中にも強弱があるため、寝ている時の実力にも大きな幅がある。
起きているか寝ているかの他に、九面のいずれを降ろしているかで闘牌スタイルが全く変わってくるため、第三者からはそのスタイルにブレがあるように映る。
石戸 霞（いわと かすみ）
声 - 大原さやか
3年生で部長。屋久島出身。身長164cm。大将を務める。落ち着いた雰囲気の美少女で、胸の大きさは作中でもトップクラス。
分家の中でも神代小蒔に一番近い血筋であり、小蒔でもめったに降ろさない恐ろしいものを宿すことができる。この状態になると自分の手牌が一色に染まり、他家は絶一門状態になるが、一方で自力では元に戻れず狩宿巴か滝見春に祓ってもらわない限り解除されない。元々は初美が稼いだ点数を守りながらシャットアウトする防御的な打ち方が得意で、本人によると攻撃的な打ち方は苦手とされる。末原恭子からは「永水のおっぱいオバケ」と称され恐れられている。
薄墨 初美（うすずみ はつみ）
声 - 辻あゆみ
3年生。悪石島出身。身長139cm。副将を務める。悪石の巫女と呼ばれ、移動時にはボゼの面を被っていることがある。一人だけ巫女装束のデザインが異なり、袖が長くて袴が短い。肌が日焼けしていてスクール水着の焼け跡がある。語尾を延ばして「〜ですかー」「〜ですよー」といった口調でしゃべる。狩宿巴からはハッちゃんと呼ばれている。
自分が北家の時に東と北が手牌に集まり、これらを鳴いて鬼門に晒すことで、裏鬼門にある手牌に南と西が集まる能力を持つ。四喜和に繋がる強力な能力だが、鳴きが必須なため他家から対応されやすく、手の自由度は低い。自分の北家を維持するために親に差し込むこともある。
狩宿 巴（かりじゅく ともえ）
声 - 赤﨑千夏
3年生。指宿出身。身長161cm。次鋒を務める。ポニーテールで眼鏡をかけている。料理上手。県予選では一人だけ制服だったが全国大会では巫女装束に着替えている。
チームの参謀的存在で、初美に対して臼沢塞を警戒するよう伝えている。また、小蒔の神降ろしのシステムについても説明した。
滝見 春（たきみ はる）
声 - 水橋かおり
1年生。喜界島出身。身長156cm。中堅を務める。ロールのかかったポニーテールをしている。薄墨初美からははるると呼ばれている。
勘が鋭く、親の高い手を感じると見え見えの安手を作って差し込みを要求するなど、他家が聴牌したら安手で流す戦法で守備の堅いプレイヤーである。
喜界島銘産の黒糖を常に持ち歩きポリポリと食べている。めったに笑顔を見せず黒糖と喜界の話の時にしか笑わないが、休憩時間に竹井久に黒糖を褒められた時には微笑みを見せて、チームメイトから驚かれている。
石戸 明星（いわと あきせ）
中等部3年生。奄美大島出身。身長151cm。六女仙の一人で石戸霞の従姉妹。
十曽 湧（じっそ ゆう）
中等部3年生。阿久根出身。身長149cm。六女仙の一人。

### 九州赤山高校
読み方は「きゅうしゅうせきざん」。団体戦では昨年に続き永水女子に敗北している。
藤原 利仙（ふじわら りせ）
声 - 千葉千恵巳
3年生で部長を務めており、団体戦では先鋒。身長156cm。インターハイ個人戦代表。天女のような服装をしている。
モデルは紀伊神話に登場する九州赤山（霧島山幽境）に棲む清浄気玉利仙全君。
荒川憩の呼びかけで阿知賀の特訓に付き合った。

## 岩手県代表・宮守女子高校
読み方は「みやもり」。岩手県代表の女子高校。メンバー全員が3年生。最初は小瀬川白望・鹿倉胡桃・臼沢塞の3人（小学校からの腐れ縁、らしい）しかいなかったが、熊倉トシが連れてきた姉帯豊音と白望についてきたエイスリンウィッシュアートが加わり大会に参加できるようになった。
昨年個人戦6位の選手を擁する沖縄県の代表校を破り2回戦に進出。結果は4位で準決勝に進むことが叶わなかった。後にサインを持ってきた神代小蒔たちと空いた時間に海水浴に行くことになった。
小瀬川 白望（こせがわ しろみ）
声 - 長妻樹里
先鋒を務める。身長166cm。常に気だるげな様子で「ダルい」が口癖。光一点で描かれる瞳が特徴的。愛称はシロ。
長考に沈んだ時は高い手を作っている。姫松高校の末原恭子はそのプレイを、「手を高くするために逡巡した」というより「迷ったら手が高くなった」ように見えると分析している。
豊音の実力が知られる前は、永水女子高校の石戸霞にはマヨヒガの子と宮守の中では一番警戒されていた。
エイスリン・ウィッシュアート（Aislinn Wishart）
声 - 水野マリコ
次鋒を務める。身長145cm。ニュージーランドからの留学生。名前はゲール語で夢という意味。日本語はまだ片言で、持ち歩いているボードに絵を描いてコミュニケーションを取る。
自分の理想の牌譜を卓上に描く能力を持ち、13巡目までに門前で聴牌することが異常に多いとされる。地区大会の和了率は全国1位。
元々は麻雀は未経験だったが、全国大会から半年前に同じクラスで前の席の白望に誘われ、そのまま麻雀部に所属することになる。
鹿倉 胡桃（かくら くるみ）
声 - 豊田萌絵
中堅を務める。身長130cm。
対局マナーに厳しく、インターハイ第2回戦第3試合中堅戦で無駄口の多い愛宕洋榎を即座に叱りつけるなどするほか、口にこそ出さないもののかなりの毒舌家で気が強い。
リーチをせず常にダマテンというスタイルの上に、滝見春からの差し込み要求をすぐに見抜き竹井久の連荘を阻止してみせるなど、守備が非常に堅い。
臼沢 塞（うすざわ さえ）
声 - 佐藤利奈
部長で副将を務める。身長154cm。対局時には特徴的な片眼鏡を装着している。料理上手。
見つめた相手の能力を塞ぐという能力を持っており、1回戦で昨年全国個人戦6位の真嘉比高校の銘苅を完封している。ただし、使うと激しく体力を消耗するという欠点がある。
アニメ第2期にあたる全国編の第1話は宮守が中心で、主に塞目線で展開されることから、咲らじにて本来の主演である植田佳奈から「咲じゃなくて塞だ」と揶揄された。
姉帯 豊音（あねたい とよね）
声 - 内田真礼
大将を務める。身長は197cmで、その高さに同じく長身である井上純ですら驚いていた。
元々は宮守の生徒ではなかったが、熊倉トシの紹介で転校してくる。帽子を被り、夏のインターハイにもかかわらず冬服のブレザーを着ている。
クールな見た目に反してミーハーな性格で、神代小蒔や原村和などの強い選手の話になると興奮気味になる。涙脆い一面もある。語尾に「～けど」がつき、間延びした喋り方が特徴。
背向（そがい）のトヨネと呼ばれ、先制リーチした相手から追っかけリーチして一発で和了る先負、4副露して裸単騎で和了る友引など、暦注の六曜に関する能力を持っている。
熊倉 トシ（くまくら トシ）
声 - 茂呂田かおる/ 演 - 長野里美
監督。身長150cm。53歳。部員たちが2年生のときの冬に高校教師として赴任。回想シーンや阿知賀編第1局では片眼鏡をかけていたが、「能力の調整をする」目的で塞に貸しているため現在はかけていない。
突如麻雀部に現れ、小瀬川白望・鹿倉胡桃・臼沢塞を同時に飛ばすなど強さを見せる。
神代小蒔や石戸霞の変貌に危機感を抱くなど、選手の特性を見抜くことに優れている。
もとは福岡の実業団チームで監督をしており赤土晴絵をチームにスカウトしたが、ほどなくチームが廃部になってしまい宮守へやってきた。

## 福岡県代表・新道寺女子高校
読み方は「しんどうじ」。福岡県代表の女子高校。北部九州で最強と言われている。近年は成績が振るわず、今年度のインターハイでは強い選手を後ろから順に並べる方針をとる。準決勝で阿知賀女子学院・千里山女子高校・白糸台高校と対戦。
花田 煌（はなだ きらめ）
声 - 新井里美 / 演 - 矢野優花
2年生。身長151cm。先鋒を務める。口癖は「すばら」。中学時代は長野県に住んでいて、高遠原中学校麻雀部に所属しており、原村和と片岡優希の先輩にあたる。新道寺女子に進学した理由は父親が福岡の実家を継ぐことになり近くの学校を受験した結果である。
安河内 美子（やすこうち よしこ）
声 - 高本めぐみ  / 演 - 琴海りお
3年生。身長171cm。次鋒を務める。クセのあるハネた髪型と眼鏡が特徴。博多育ちの元スポーツ選手。
江崎 仁美（えざき ひとみ）
声 - 巽悠衣子 / 演 - 岩崎春果
3年生。身長166cm。中堅を務める。羊の毛のようなパーマが特徴。いつもマスカットやマンゴー、グァバのジュースを飲んでいる。政治を憎んでいるのか、何かにつけて「何もかんも政治が悪い」というのが口癖。その他にも政治に絡めた発言をすることがある。海外ニュースを見るのが好きで、姉がいる。
白水 哩（しろうず まいる）
声 - 鹿野優以 / 演 - 高田里穂
3年生。身長159cm。部長で副将を務める。生立ヶ里中学では二年生から部長を務めた。
1年生からエースを任されている実力者だが昨年は対戦校のエースに打ち負けてしまい、チームの成績不振に責任を感じて今年のオーダー方針転換を受け入れ、各校のエースが集う先鋒から層の薄い副将に回った。宮永照との対局経験がある。
大将の鶴田姫子とは生立ヶ里（うりゅうがり）中学からの付き合いで、3年前のインターミドルでも佐賀県代表として大活躍した。
哩が自らに飜数の縛りをかけてその飜数以上で和了ると姫子が同じ局で倍の飜数で和了れるというリザベーションという能力を持つ。その際に哩自身が鎖で縛られるという演出になり、同時に姫子も反応している。ただし和了れなかった場合は姫子も和了れず、和了れたとしても一飜が限度となる。
能力を使用する時に配牌を一度伏せて戻すという動作が必要だが、能力を使わない局でも行っている。また飜数には役だけでなくドラもカウントされる。ただし縛りを越えた分の飜数は能力には換算されない。
鶴田 姫子（つるた ひめこ）
声 - 大亀あすか / 演 - 岡崎紗絵
2年生。身長162cm。大将を務める。長い下睫毛が特徴。マスコミからは哩と併せてダブルエースと称されている。
白水哩とは生立ヶ里中学からの付き合いで、哩の後を追って新道寺に入学し、寮の同じ部屋で寝起きしている。
哩と能力がリンクしており、哩がリザベーションを使用して和了った同じ局では倍の飜数で和了れる。哩がリザベーションを達成すると、彼女の手元にキーが届き、利用する際にはこれから天に光線を放って配牌を召還するという演出がなされる。このコンボはプロでも破ることは不可能と言われており、劇中でもコンボが確定している局は大星淡の強制五向聴の能力も効かず、誰一人和了りを阻止することは出来なかった。
感覚も共有しており、哩が縛りをかけた際に控え室にいた彼女も反応している。
能力の性質上かなり哩の力に依存しているが、リザベーションに頼りきりというわけではなく、宮永照も認めるほどの高い地力も持ち合わせている。しかしこうした高い火力の反面、リザベーションの関係ない場面では不運な振り込みが多く、そのせいで勝ちきれないことも少なからずある。
友清 朱里（ともきよ あかり）
1年生で補員。身長146cm。金色がかったセミロングが特徴。
入学して間もないにもかかわらず部内ランキング5位を取るほどの実力を有しており、先輩の姫子や煌からも言及されるほどであった。だが新道寺女子のオーダーの方針転換もあって補員となってしまった。
部内ランキング5位の自身を差し置いてレギュラーとなった先輩の煌に対して遺恨はなく、むしろオーダーに疑問を持った彼女に反論した上で恐縮することではないと言った。さらに来年の新道寺を引っ張る姫子と煌を激励した。
比与森 楓（ひよもり かえで）
新道寺女子の麻雀部監督。高知県出身。身長157cm。オレンジのウェーブがかった髪が特徴。
近年のインターハイでの成績不振に悩み、レギュラーのオーダーを変則的なものにした。部員たちには監督ではなく先生と呼ばせている。
須田山 悦子（すだやま えつこ）
新道寺女子の麻雀部のコーチ。準決勝敗退後に自分のオーダーに疑問を持った煌に答えた。

## 北海道代表・有珠山高校
読み方は「うすざん」。南北海道の代表校。清澄高校と並ぶ準決勝まで残ったもう一つの初出場校。瑞原はやりからは一番戦いたくないチームと評される。
本内 成香（もとうち なるか）
声 - 伊藤かな恵
2年生。身長145cm。先鋒を務める。右目が前髪で隠れている。「素敵です」が口癖。家は農場。
誓子とは小学校の鼓笛隊で知り合って以来高校までずっと一緒なこともあってお互い仲がよい。
桧森 誓子（ひもり ちかこ）
3年生で部長。身長164cm。次鋒を務める。睫毛が特徴的。成香からは「ちかちゃん」と呼ばれている。教会の娘。
船久保からは「前の3人の中ではちょっと頑張っている」と評された。打ち方はややたどたどしいものの、幸運に恵まれるパターンが多い。
爽や揺杏とは幼稚園で一緒だったが私立の小学校に進学して以降高校で再び一緒になるまで疎遠になっていた。
岩館 揺杏（いわだて ゆあん）
2年生。身長169cm。中堅を務める。ツリ目でポニーテール。基本的に口元がにやけ顔。
飄々としたチャラい性格で、試合中でも心中でそのような言動が目立つ。
爽とは幼稚園時代からの悪友。家事全般とくに服飾系を得意としているためか、由暉子の衣装を手掛けているほか、「咲日和」では着ぐるみまで作っていた。
真屋 由暉子（まや ゆきこ）
1年生。身長139cm。副将を務める。小柄で巨乳の美少女。髪型が犬の耳のような形をしている。愛称は「ユキ」。
同級生からのいじめで（本人はそうと思っていなかった）雑用をやらされている最中に爽たちと出会う。当時はポニーテールにした髪型にメガネという地味な外見だったが、4人の手によって現在の姿になった。部室の雀卓を持ってきたのも彼女。
常にクールに振舞っており、先輩（おもに爽）にも容赦なくツッコミを入れる一方、「聖書を習うのがかっこいいから」という理由で有珠山高校への進学を決めるなど、やや中二病的な一面がある。
対局の間に一度だけ左手を使うことで、大物手を和了れるという能力を持つ。その際、彼女の左手には光る紋様が浮かび上がっている。
基本的に先輩4人からはマスコット的な存在として扱われており、試合のたびに露出の多い衣装を着せられている。
獅子原 爽（ししはら さわや）
3年生。身長151cm。大将を務める。髪型はサイドポニテ。
軽い性格で悪ガキ的な面があるが、麻雀に関する観察眼は鋭く、由輝子にアドバイスしたことが結果的にチームのトビ回避につながっているなど、チームの参謀的存在でもある。

## 埼玉県代表・越谷女子
読み方は「こしがや」。埼玉県代表の女子高校。過去4回初戦敗退の過去を持ち今年は悲願の二回戦進出を果した。全国大会2回戦で阿知賀女子学院・千里山女子高校・劔谷高校と対戦。
新井 ソフィア（あらい ソフィア）
声 - 中島愛 / 演 - 平アスカ
3年生。身長157cm。先鋒を務める。カナダ人と日本人のダブルで、ドレッド風のヘアスタイルで眼鏡をかけ、耳にピアスを付けている。
浅見 花子（あさみ はなこ）
声 - 本多真梨子 / 演 - 北川美穂
3年生。身長168cm。次鋒を務める。×印模様の入った白色の帽子を被った少女。
水村 史織（みずむら しおり）
声 - 山口理恵 / 演 - 鈴木えりか
1年生。身長159cm。中堅を務める。
宇津木 玉子（うつぎ たまご）
声 - 真堂圭 / 演 - 大亀あすか
3年生で部長。身長149cm。副将を務める。王冠を模した紅白色の帽子を被った少女。顔合わせた際の挨拶で「よきにー」と言ったり、言葉の帯に「〜である」を付けるなど王族のような口調で喋る。
八木原 景子（やぎはら けいこ）
声 - 高本めぐみ / 演 - 伊藤雛乃
2年生。身長162cm。大将を務める。赤いバンダナに串型の髪飾りを付けている。

## 兵庫県代表・劔谷高校
読み方は「けんたに」。兵庫県の代表校。お嬢様校らしく部員全員がお金持ちである。全国屈指の激戦区兵庫県を勝ち抜き初戦で、茨城と静岡の代表校を圧倒した。今でこそ大会登録のために便宜上麻雀部を名乗っているものの12年前まで茶道部だったこともあり、部員たちは麻雀以外にも茶道も嗜んでいる。全国大会2回戦で阿知賀女子学院・千里山女子高校・越谷女子と対戦。千里山とは去年秋の近畿大会でも対戦している。
椿野 美幸（つばきの みゆき）
声 - 廣田詩夢 / 演 - 森マリア
3年生。身長162cm。先鋒を務める。「もー」が口癖。
依藤 澄子（よりふじ すみこ）
声 - 森優子 / 演 - 金子雅
2年生。身長151cm。次鋒を務める。後輩からも信頼されている落ち着いた性格の少女。グリーン色の髪。
古塚 梢（ふるづか こずえ）
声 - 高森奈津美 / 演 - 北原帆夏
3年生。身長163cm。麻雀部部長。中堅を務める。眼鏡をかけている。
実家はお金持ち揃いの麻雀部メンバーのなかでも一番の資産家である。茶道の心得もある。
森垣 友香（もりがき ゆうか）
声 - 進藤尚美 / 演 - 小高実優
1年生。身長155cm。副将を務める。チームのムードメーカー的な存在。帰国子女であり、しゃべり方に訛りがあり、語尾を「〜でー」と伸ばすのが口癖。
安福 莉子（やすふく りこ）
声 - 巽悠衣子 / 演 - 紗英
1年生。身長149cm。大将を務める。大人しい性格で友香と仲がいい。髪にカチューシャを着けている。

## その他の出場高校
森合 愛美（もりあい まなみ）
声 - 原紗友里
福島県代表、裏磐梯（うらばんだい）高校の3年生。身長157cm。先鋒を務める。特技がスキーのスポーツ少女。
寺崎 遊月（てらさき ゆづき）
富山県代表、射水（いみず）総合高校の3年生。身長171cm。麻雀部部長。先鋒を務める。昨年の個人戦15位の実力者。
新免 那岐（しんめん なぎ）
岡山県代表、讃甘（さのも）高校の3年生。身長167cm。麻雀部のエースにして部長。先鋒を務める。
「新免」は讃甘地区に生を受けたと伝えられている宮本武蔵の別姓。名前の那岐は岡山県北にある那岐山から。
佐々野 いちご（ささの いちご）
声 - 松来未祐
広島県代表、鹿老渡（かろうと）高校の3年生で麻雀部部長。身長148cm。中堅を務める。広島弁をしゃべり、自分自身のことをちゃちゃのんと呼ぶ。
津秋 優奈（つあき ゆうな）
広島県代表、鹿老渡高校の2年生。先鋒を務める。
能口 彩花（のぐち あやか）
石川県代表、鞍月（くらつき）高校の2年生。身長158cm。中堅を務める。
伏屋 那都（ふしや なつ）
岐阜県代表、斐太（ひだ）商業の2年生。身長171cm。中堅を務める。
対木 もこ（ついき もこ）
愛知県覚王山（かくおうざん）高校の1年生。身長135cm。麻雀を始めて5カ月で東海王者に登りつめた。奇抜な服装センスをしており、何かをブツブツと呟いている。対局中は人が変わったように高揚する。
インターハイには団体戦にも個人戦にも参加していない。
荒川憩の呼びかけで阿知賀の特訓に付き合った。
百鬼 藍子（なきり らんこ）
静岡県后土（こうど）学園の2年生。身長158cm。静岡県の個人戦1位。もこの友人。対局中に口から音波のようなものを出す描写がある。
霜崎 絃（しもざき いと）
千葉県須和田（すわだ）高校の3年生。身長163cm。麻雀部の部長。千葉県のMVP。ウエーブのかかった髪でチャイナドレスを着ている。

## 実況・解説等

### プロ雀士
藤田 靖子（ふじた やすこ）
声 - 浅野真澄 / 演 - 夏菜
長野県出身、25歳。身長170cm。弓振－大岡山－富山－佐久フェレッターズ所属。
長野県予選で解説を担当した。実業団麻雀時代からまくりの女王と呼ばれている。ゴシック・ファッションに長煙管が特徴。
カツ丼が好物で、咲はカツ丼さんと呼ぶ。県予選の解説中にもカツ丼を食べている描写が多い。
竹井久の知人で、染谷まこの実家の雀荘「Roof-top」の常連でもある。また、久保貴子とは旧知の仲。
小鍛治 健夜（こかじ すこや）
声 - 後藤沙緒里 / 演 - 東亜優
茨城県出身、27歳。身長153cm。土浦女子－恵比寿－つくばプリージングチキンズ所属。
東東京地区予選大会、インターハイ団体2回戦・準決勝第1試合で解説を務めた。また、「ふくよかすこやかインハイレディオ」というラジオ番組のパーソナリティーを福与恒子とともに務めている。恒子とはプライベートでも仲がいい友人同士であり、「すこやん」「こーこちゃん」と呼び合っている。テレビやラジオの仕事では恒子のズレた発言に振り回されている。また、恒子からたびたび、「20年前のインターハイ」「アラフォー」などと年齢ネタでいじられており、そのたびに「10年前だよ!」「アラサーだよ!」と返している。なお、解説時の選手に対するコメントは辛口評価になる特徴がある。
牌を初めて握って間もない麻雀初心者だった10年前のインターハイで優勝したことを皮切りに、リオデジャネイロ東風フリースタイル銀メダル、史上最年少のプロ8冠、国内戦無敗、永世7冠、元世界ランキング2位、前所属の恵比寿時代では毎年リーグMVP受賞などの輝かしい実績を持つが、最近は地元のクラブチームに所属し、ランキングに関わる大会にはあまり出ていないため、世界ランクは973位で、タイトルからも遠ざかっている。
国内無敗という実績から無敵のように思われがちだが、実際はマイナスになったことがないという意味で、高校時代において「私より強い高校生」としてシルエットでこそあるが複数の人物を挙げている。
シノハユ
中1当時、慕が「鳥瞰」で全国の同世代の打ち手を見た時、その一人として道を歩いていた小学生の健夜の姿が映っていた。
三尋木 咏（みひろぎ うた）
声 - 松岡由貴
神奈川県出身、24歳。身長145cm。妙香寺－横浜ロードスターズ所属。
チームを優勝に導き首位打点王とゴールドハンド受賞。日本代表では先鋒を務める。
インターハイ団体1・2回戦で解説を務めた。鮮やかな柄の和服と扇子が特徴。
解説では、選手たちの確率的に言ってありえない打ち筋についても言及する。地方予選における牌譜なども読み込み研究しているが、「わかんねー」「しらんけど」をつけて断定を避ける。
シノハユ
初登場時は不動山小学校の3年生。子供のころから和服と扇子が特徴。大会では小3の時点で他家全員からマークされるほどの打ち手。
戒能 良子（かいのう よしこ）
声 - 田村睦心
愛媛県出身、20歳。身長161cm。大生院女子－松山フロティーラ所属。
前年はルーキーオブザイヤーとシルバーシューターを受賞したトッププロ。姫松高校を強化するための練習試合の相手として赤阪郁乃に招かれる。宮永咲の試合を見て彼女をモンスターと称した。
中東の元傭兵でイタコであるとか、ソロモン王の力で役満を和了ったという逸話があるが、本人は否定している。
高校時代に個人戦で宮永照と打ったことがあり、照が千里山女子の藤白七実との対局で疲弊していたのに加えて、照の照魔鏡を「初手テスカトリポカ」で防いだことにより勝利を収めている。
永水女子高校の滝見春の従姉妹にあたる。
瑞原 はやり（みずはら はやり）
声 - 田村ゆかり
島根県出身、28歳。身長151cm。朝酌女子－神泉－ハートビーツ大宮所属。
ベテランの感もある現役アイドル。ストロングポイントは和了スピード。防御でも抜群の安定感を誇る。作者曰く劇中で一番頭の良い人物であり、かつて研究者への道を捨ててアイドルとプロ雀士の道を選んだ。
湯町中や朝酌女子時代の友人たちとは交流は続いているようで、稲村杏果の旅館には定期的に出向いている。カバー裏漫画でも母の美月や戒能良子を伴って稲村杏果の旅館へ泊まっている様子が描写されている。
麻雀インハイ激闘ダイジェストの解説者を務めた。インターハイ決勝戦においてもハートビーツ大宮の後輩である渡辺琉音や宇野沢栞とラジオ番組で宮永照について解説している。キャッチコピーは「牌のおねえさん」。
シノハユ
北堀小学校に在学し、当時の牌のおねえさんである春日井真深への憧れと、大病を患った真深を励ましたいとの想いから、大会で実績を上げて牌のおねえさんになることを志す。
野依 理沙（のより りさ）
声 - 柚木涼香
大分県出身、27歳。身長153cm。新道寺女子－七隅－エミネンシア神戸所属。
インターハイ団体準決勝第2試合で解説者を務めた。口下手で怒っているような口調も興奮しているだけである。新道寺女子のOGであり、10年前のインターハイの準決勝先鋒戦で小鍛治健夜、瑞原はやり、赤土晴絵と対戦した。
大沼 秋一郎（おおぬま しゅういちろう）
声 - 宮下栄治
熊本県出身、72歳。身長174cm。万能倉－東京－富山－延岡スパングールズ所属。
東京所属時代は、5年連続守備率1位を記録した。現在はシニアリーグのチームに在籍。著書も多数ある。
インターハイ鹿児島県予選で解説を務めた。この鹿児島県予選で薄墨初美が北家の時に東と北が手牌に集まり、これらを鳴いて鬼門に晒すことで、裏鬼門にある手牌に南と西が集まるという能力を見抜いた。
渡辺 琉音（わたなべ るね）
20歳。身長157cm。白糸台－大宮ハートビーツ所属。
大宮ハートビーツの若手プロ。三白眼で茶髪をウェーブがかったポニーテールにまとめている。先輩の瑞原はやりと同様のデザインである大宮ハートビーツのコスチュームを身に纏っている。感情をストレートに表し物事の筋を通すことを好む性格ではあるが、意外にも恥ずかしがりな側面も持ち、それを栞に弄られることもしばしばである。
同じ白糸台出身でチームメイトの宇野沢栞と組む形ではやりが司会をしているラジオ番組のゲストとして出演し後輩の宮永照について解説している。
2年前の白糸台高校では3年生。照の登場した2年前の春まで実力のある選手とは言えず、部内ランキングも低い部類だったが彼女のアドバイスを受けたことをきっかけに実力が底上げされ当時の部内ランク上位者のいるチームを倒すほどの実力になった。
宇野沢 栞（うのざわ しおり）
千葉県出身、18歳。身長153cm。白糸台－大宮ハートビーツ所属。
大宮ハートビーツの新人プロ。琉音と同様に先輩の瑞原はやりと同様のデザインである大宮ハートビーツのコスチュームを身に纏っている。白糸台高校を卒業してまもなくプロ雀士になり先輩の琉音を追いかける形でハートビーツに入団した。
案外純情な性格であり、照れている時は耳まで真っ赤に染まる。巨乳ということもあり高校時代からビジュアル面での人気は高く、現在も水着着用のグラビア撮影の機会が多い。
2年前の白糸台高校では2年生。琉音と同様に部内ランキングも高くなく、性格も自信なさげで気弱な面が顔を出していた。照に副露の量を増やすようにアドバイスを受けた結果飛躍的に実力を伸ばした。
琉音とは前述のようにパンケーキの作り方を教えるなど非常に仲がよく、行動を共にすることが多い。

### 実況アナウンサー
三科 健太（みしな けんた）
声 - 白石稔 / 演 - スナオマサカズ
山梨県出身、34歳。身長179cm。長野県予選で解説に藤田靖子を迎え実況を担当した。
普段は淡々と軽く場面の感想・解説も交え実況するが、選手が意外な手を見せた時には、驚きの声を上げてツッコミを入れる。また靖子の発言に冷静なツッコミを入れることもある。
その役割のため男性キャラの中では出番が多く、第5巻では男性キャラの中で登場コマ数・セリフ数が最も多い。
福与 恒子（ふくよ こうこ）
声 - 野中藍 / 演 - 川口智美
静岡県出身、23歳。身長165cm。東東京地区予選大会、インターハイ団体2回戦・準決勝第1試合で実況を務めた。高いテンションに任せた、正確さや整合性を度外視した勢い重視の実況ばかりするので、小鍛治健夜から間違いを指摘されることが珍しくなく、「あなたホントにアナウンサー!?」と突っ込まれたことすらある。
中学2年生だった10年前にインターハイをテレビ観戦しており、応援していた「丸襟にグレーのリボンの学校」が優勝したことに感銘を受けてアナウンサーを志したが、その時のメンバーにいたのが他ならぬ健夜であった。
針生 えり（はりう えり）
声 - 藤田由美子
宮城県出身、28歳。身長167cm。インターハイ団体1・2回戦で実況を務めた。真面目な性格で、三尋木咏や福与恒子の抜けた発言にイラ立つ場面もある。
村吉 みさき（むらよし みさき）
声 - 藤村歩
沖縄県出身、26歳。身長162cm。インターハイ団体準決勝第2試合で実況を務めた。解説者の野依理沙に対してキツい言い方をするが仲はいい。
佐藤 裕子（さとう ゆうこ）
声 - 豊嶋真千子
秋田県出身、25歳。身長166cm。インターハイ団体2回戦で実況を務める。

### マスコミ
西田 順子（にしだ じゅんこ）
声 - 小菅真美（テレビアニメ） / 藤田咲（ドラマCD） / 演 - 岩井堂聖子
栃木県出身、33歳。身長167cm。雑誌「WEEKLY麻雀TODAY」の女性記者。インターミドルのころから原村和に注目しており、取材のため県予選大会や全国大会に来ている。
埴渕 久美子（はにぶち くみこ）
声 - 茂呂田かおる
徳島県出身、23歳。身長164cm。雑誌「WEEKLY麻雀TODAY」の女性記者。
山口 大介（やまぐち だいすけ）
声 - 小山剛志
岡山県出身、31歳。身長179cm。名前はアニメ版が初出。西田順子と同じ出版社でともに仕事をする後輩カメラマン。

## 親族
宮永 界（みやなが かい）
声 - 小野坂昌也 / 演 - 長谷川朝晴
宮永咲の父親。福井県出身、45歳。身長175cm。妻とは離婚こそしていないものの別居状態にあり、現在は長野で咲と2人暮らしをしているがそれに至る経緯は不明。離れて暮らす長女・照のことは気にかけているようで、麻雀雑誌の記事をチェックしている。
宮永 愛（みやなが あい）
宮永咲の母親。現在は東京で長女の照と暮らしている。旧姓はアイ・アークタンデで、20年ほど前に「アイ・アークタンダー」の名で僅かな期間だがプロ雀士として活躍していた時期があった。しかし西田によると、公式の取材で出てくる宮永家の母親とは似ても似つかないとのことだが、詳細は不明。
彼女がハーフであるため、娘である照と咲はクォーターとなる。
原村 恵（はらむら けい）
声 - 中田譲治 / 演 - かなやす憲行
原村和の父親。弁護士。宮崎県出身、44歳。身長183cm。麻雀はほぼ運で決まる不毛なゲームと考えており、和が麻雀をすることをよく思っていない。
なお、担当声優の中田はアニメシリーズとテレビドラマ版でのナレーションも担当している。
原村 嘉帆（はらむら かほ）
原村和の母親。検事。三重県出身、44歳。身長154cm。娘同様かなりの巨乳の持ち主。設定上は44歳だが、そうとは思えないような若々しい外見をしている。
池田 緋菜（いけだ ひな）、池田 菜沙（いけだ なずな）、池田 城菜（いけだ しろな）
声 - 森永理科（ピクチャードラマ・3人とも同じ）
池田華菜の妹たち。4歳。三つ子で保育園に通っている。華菜が全国大会で上京する際には、彼女に代わって星夏や純代が面倒を見ている。
『咲日和』でのキャラクター紹介における3人の違いは下記の通り。
- 緋菜 - 前髪が額全体にかかっている。他の2人より声が少し大きい。
- 菜沙 - 前髪が左半身の方だけ伸びている（華菜に近い）。他の2人よりお姉さんぶっている。
- 城菜 - 前髪が短く、額が大きく出ている。他の2人よりのんびり屋。

新子 望（あたらし のぞみ）
声 - 夏樹リオ / 演 - やのあんな
新子憧の姉。25歳。身長165cm。阿知賀女子学院のOGで在学中に赤土晴絵とともに麻雀部で活躍。大学時代の晴絵に阿知賀こども麻雀クラブを開くよう勧め、晴絵が実業団を辞めて帰郷した際には、再興した阿知賀女子学院麻雀部を紹介した。愛車はフィアット・500。
実家の神社の巫女をしている。
高鴨 綾乃（たかかも あやの）
声 - 米丸歩
高鴨穏乃の母。45歳。身長145cm。土産物屋を経営している。親子共々麻雀好きで、普段はテレビで麻雀のタイトル戦などを観戦している。番外編で穏乃が山へ1人で遊びに出かけたときには、彼女が熊野まで行くのではないかと心配していたこともある。
鷺森 公子（さぎもり きみこ）
声 - 丸山ゆう / 演 - 小貫加恵
鷺森灼の祖母。69歳。身長143cm。灼と2人暮らしでボウリング場を営む。灼の良き理解者で、彼女が全国優勝することを願っている。仕事の休憩時間に灼の活躍をテレビ観戦している。また、週末にはいとこの「ゆきえ」がボウリング場の店の助っ人として来ているらしい。
赤土晴絵との面識は不明だが、彼女のネタ話の際には「晴絵ちゃん」と呼んでいる。
霞の祖母
声 - すずき紀子
石戸霞の祖母。本名や父方、母方の祖母どちらかなのかも不明。

## シノハユ the dawn of age の登場人物
本編・阿知賀編にも登場する人物については各人物の記述を参照。

### 松江市

#### 主人公たち
白築 慕（しらつき しの）
シノハユの主人公。元々は横浜市で母のナナと共に暮らし、松江市から時折やってくる叔父の白築耕介とともに麻雀に興じていたが、突如母が行方不明となり、叔父に引き取られ湯町小学校に転校することになる。ある日たまたま多目的室で麻雀を打っていた石飛閑無と出会い、この時に子供麻雀大会が開催されることを知り、ここで活躍すれば母が見つけてくれるだろうと大会に出場する。
どんな状況でも麻雀を心から楽しむことができ、最下位で一人沈みになっても常に笑顔で打っている。打ち手傾向はオーラスでの大物手や南場の親連チャンによるまくりを狙う追い込みタイプ。相手のロンパイをスルーしてツモを狙う傾向も強い。また、一度叔父が麻雀牌を売ってしまった際に唯一手元に残った一索の牌を大切にしていたからか、勝負手では一索のツモ和了りで決めることが多い。
本編
慕と思しきシルエットの人物がワールドレコードホルダーと呼ばれている。国内無敗の呼び声が高い小鍛治健夜を非公式試合で倒したと健夜本人の口から語られており、高校時代の彼女が「自分より強い高校生」と評価した6人のうちの一人と言及している。
石飛 閑無（いしとび かんな）
慕の幼馴染。 湯町小学校出身で、勉強・運動・ゲームと何でもこなす。普段から荒々しい口調で話し、麻雀を楽しむよりも勝負事として認識し、好きかどうかよりも勝負に勝つために麻雀を打っている。前年の子供麻雀大会ではやりに敗れ2位に終わったのを根に持ち、強い対抗心を抱いていたが後に熱心なファンとなる。
卓上では鳴き速攻を得意としているが、勢いに任せて高い門前手をツモ和了ることもあり、杏果からは「ノらせるとヤバい」と評されている。
かつて、小2の時に杏果と本常玲奈を巻き込んで水難事故に遭いかけたが、抜群の行動力と指揮力を発揮し、皆で力を合わせて見事生還したという逸話がある。
本編
単行本18巻のカバー裏で杏果の思い出話のなかに登場した。
稲村 杏果（いなむら きょうか）
閑無の幼馴染で、玉造温泉の旅館の娘。「打倒はやり」を目指す閑無の特訓につき合わされる形で麻雀を始めるが、いつしか実力が上がり、こども麻雀大会の地区決勝に進出したり中学でも麻雀部に入部したりと成長する。
手が縦に伸びやすく対子や暗刻が多いため、ドラが少ない本作品のルールにおいても打点は高め。また、必然的に単騎・シャボ待ちが多く、オリ上手の森脇曖奈をして「読みづらい」と言わしめた。反面、テンパイ速度は遅めという欠点がある。
幼いころから気配りに長けており、何も知らない振りをして閑無に慕を誘うよう促すなど、閑無と他の者たちとの間を取り持つことが多い。閑無とはどのように出会ったか覚えていないほど幼いころからの付き合いであり、上記の水難事故を免れた件から、閑無がどんなに落ち込んでも「ダメダメなままじゃ終わらないやつ」と深く信頼している。
本編
単行本16巻のカバー裏では実家で働いている。はやりは杏果の旅館の常連客。
瑞原 はやり（みずはら はやり）

本藤 悠彗（ほんどう ゆえ）
七類小学校出身。漫画やアニメが好きで自らオタクと称し、秋葉原や池袋がある東京に行くことに憧れている。こども麻雀大会で慕に敗れた後、麻雀に対する慕の真剣さを知り、中途半端だった自身のあり方を猛省。
オタ風のメンホンを頻繁に和了る、高打点の打ち手。

#### 湯町小学校・中学校
本常 玲奈（もとつね れな）
閑無の友人。杏果同様、閑無に引っ張られて麻雀を始めるが後に水泳に転向。中学進学後は、湯町中に水泳部がないため成り行きで（麻雀部の野津雫に入部しろと凄まれたのもあって）麻雀部とスイミングスクールを掛け持ちすることに。
閑無が丸くなったと聞いて「キモそう」、迷惑をかけたと閑無に謝られれば「ほんとだよまったく」など、良い意味で歯に衣着せぬ性格で、公式戦での出番はないものの仲間内のざっくばらんな雰囲気づくりに一役買っている。
金沢 陽葵（かなざわ ひまり）
閑無の友人で、杏果・玲奈と同じ経緯で麻雀を始める。テレビが大好き。小学生時代は（『咲日和』も含めて）閑無とよく付き合っていたものの、中学では麻雀部に入らず、仲間内でのネット対局を申し込まれてもテレビ見たさに断るといった具合で、杏果らと異なり閑無とは徐々に疎遠になりつつある。
野津 雫（のづ しずく）
湯町中学校麻雀部部長。小学校のころもこども麻雀大会には出場していたが予選敗退。慕の中学1年時の団体戦初戦では副将を務める。
興奮するといきなり鬼気迫る表情で叫ぶことがあり、慕たちや対戦相手を驚かせることもしばしば。
多久和 李緒（たくわ りお）
湯町中学校麻雀部員。慕の1学年上の先輩。ポップコーン好きが高じて、箸でポップコーンを食べながら麻雀を打つ「ポプ麻」を部内に広めている。喜怒哀楽がはっきり顔に出るタイプ。
卓上では天江衣とは対照的に朝に強い。
山本 亜搖子（やまもと あゆこ）
湯町中学校麻雀部員。慕の2学年上の、糸目が特徴的な先輩。楽そうだからという入部理由に加え、かつて強かった先輩が菰沢中の1年生（永見知子）に敗れたのを見て自分には無理だと諦めており、大会参加には消極的。しかし、熱意と実力のある慕たちには大きな期待を寄せる。
勝部 美凛（かつべ みりん）
湯町中学校麻雀部員。慕の2学年上で、あだ名はミリン先輩。恰幅のいい体型やダイエットのことで後輩の李緒にからかわれながらも笑って返す大らかさで、和気藹々とした様子は慕にも喜ばれる。
坂根 千沙（さかね ちさ）
湯町中学校麻雀部顧問。身長170cm。「ぶっちゃけると顧問したくない」とやる気のなさを隠さず、部員の自主的な練習時間さえも削ろうとする。

#### 万原中学校
森脇 曖奈（もりわき あいな）
悠彗の1年上の先輩で、悠彗は中学進学前から彼女の下で特訓していた。慕・閑無・杏果を相手に一度も負け越したことがない実力者。
鳴き速攻と高打点を使い分けるオールラウンダー。さらに守備力も抜群で、三軒リーチをかけられても難なくオリ切るほど。ただし閑無いわく「たまに杏果に振り込んだりする」とのことで、当たり牌そのものを察知しているわけではないらしい。
本藤 悠彗（ほんどう ゆえ）

砂口 千春（すなぐち ちはる）
万原中学校の次鋒。
小村 真葉（おむら まなは）
万原中学校の副将。対局中でも帽子をかぶっている。
余村 里生（よむら りお）
万原中学校の大将。場況を見極めながら打てるタイプ。

#### その他
河杉 さくら（かわすぎ さくら）
魚瀬中学校の中堅。団体戦市大会1回戦で慕・曖奈と対局。小学生時代にも、松江こども麻雀大会にて慕と打ったことがある。
伊藤 樺乃（いとう かの）
第六中学校の中堅。団体戦市大会1回戦で慕・曖奈・さくらと同卓。ガングロ風の勝気な少女。
慕とさくらの一見すると馴れ合いとも取れる共闘に内心毒づきながらも、最終的に自分も同調するような憎めない性格。一索でツモ和了る慕を鳥使いと呼んでいる。

### 島根県

#### 菰沢中学校
椋 千尋（むくのき ちひろ）
県大会7連覇中の強豪校、菰沢中学校の1年生にしてエース。あだ名はちひ。初対面かつ年上の相手でも無邪気に仲良くなろうとする、天真爛漫な性格。小柄さも相まって実年齢よりも幼く見え、小5の時に出会った行長柚葉には「あなた小3くらいでしょう」と言われていた。当時はあまりの強さに同級生から対局を忌避されていたが、後述の連荘で打ち負かしてもなお立ち向かってきた柚葉を尊敬し「大好き」と慕っている。
小学生時代、元インハイチャンプのプロである八道花音たちを相手に3戦し、全てトップを取った神童。にもかかわらず公式戦の実績は無く、実体はベールに包まれていた。中学の地区大会においても、「全国のライバル校にデータを取られたくない」という監督の意向で大将に置かれ、先鋒～中堅で3連勝して手の内を隠してきたが、県決勝では大将戦へもつれ込み初のお目見えとなった。
親番に強く、30符1翻1500点（+積み棒）で延々と連荘する。この時、他家は手なりでは和了ることができず、手牌からは想像できないような手作りをしなければならない。柚葉たちによれば「二翻しばりも八連荘もないこのルールでは誰もちひを止められない」らしく、これでもごく一部の力に過ぎないという。
行長 柚葉（ゆきなが ゆずは）
菰沢中の先鋒。あだ名はゆず（ユズ）。大きな瞳孔と独特な睫毛、ゴーグルが印象的。普段はクールだが、時として満面の笑みや怒りといった感情が表に出ることも。
小6のころに千葉から島根へ引っ越し、黒松海水浴場の砂浜に佇んでいたところ、千尋から強引に観光案内されたのが二人の出会い。千尋の雀力に絶望してもすぐ立ち直る気丈さで、千尋のことが「好きだからこそ対等でありたい」と願い、千尋のマンツーマン指導を受けてきた。これにより、中1の時は補員だったのが、中2ではエース区間の先鋒を任されるほどの成長を見せている。
いい予感があまり外れない予知めいた勘の持ち主。「リーチをかけるときは和了れると思うから」「和了れる予感がまるでない（のでオリる）」というオカルト派で、ダマ満貫確定手でリーヅモ、初手で対子落としといったセオリー外の打ち筋を見せる他、下家を鳴かせにくい。千尋に見出されたのも、「海を見ている時に大事な人と出会う」確信があったため。
永見 知子（ながみ ともこ）
菰沢中の次鋒。あだ名はトモ。ボサボサ頭かつ半目という気だるそうな雰囲気とは裏腹に、試合会場へ来ようとしない千尋を探して連れ戻し、慕に敗れた柚葉を気遣うなどチームメイトへの面倒見はいい。
先鋒の柚葉が真っ向勝負で突き放すのとは対照的に、付かず離れずを維持しつつ策を弄するタイプ。
お気に入りのぬいぐるみがないと眠れないという意外と幼い一面があり、合同合宿ではぬいぐるみを忘れて落ち込んでいた。全国大会ではぬいぐるみを忘れず持ってくることができたことに安堵の笑みを浮かべていた。
楫野 結衣（かじの ゆい）
菰沢中の中堅を務める部長。千尋や盆子原美緒からは、冗談めかして「社長」「係長」と呼ばれる一幕も。
真面目そうに映るが、対局で優れた打ち手を見ると「擂り潰したい」とサディストの本性を現し、挑発的な言動を取るようになる。
盆子原 美緒（ぼんこはら みお）
菰沢中の副将。あだ名はボンコっち。身長184cmという大柄さで、普段はくだけた雰囲気の三枚目だが、試合で熱が入ると別人のように凛々しくなる。
時山 明子（ときやま あきこ）
菰沢中麻雀部の監督。167cm。曲者ぞろいの菰沢を束ねるガングロ風の女性。先鋒戦が始まった後で作戦を伝えたり、全力で叩き潰す方針を途中で変えたりとややルーズな性格。しかし、想定外の事態に動じない大らかさもあり、柔軟で落ち着いた雰囲気を漂わせている。わりと男勝りな気質で学生時代に髪を切ったときに父親にブーイングされても反論して口を利かなかったほど。
私生活では一応結婚願望はあるものの、職業柄変化がないまま年月が過ぎ去りつつある現状に焦りを抱きつつある。

#### 比礼振中学校
寺戸 麻衣子（てらど まいこ）
比礼振中学校の先鋒。3年生。身長171cm。飄々としており、上記の柚葉の台詞にあやかって「私も和了れると思いましたのでリーチですね。親だからリーチですけどね」など、対局中も常に軽口を叩く。色物的な風貌に反して実力は確かである。
松本 チャンタナ（まつもと チャンタナ）
比礼振中の次鋒。2年生。身長152cm。浅黒い肌の少女。
佐知子とは仲がよく気軽にサチと呼ぶ仲。結婚を意識する佐知子の言葉にいちいち意識する乙女らしい面を見せる。
竹重 佳代（たけしげ かよ）
比礼振中の中堅。3年生。身長153cm。あだ名はタケちゃん。菰沢の結衣とは顔見知り。
麻衣子・風花とともに合同合宿にて部活動からの引退を発表。比礼振中のために技量を高めることはもうないが自分のために麻雀を続ける決意を固めている。
吾郷 佐知子（あごう さちこ）
比礼振中の副将。2年生。身長154cmあだ名はアゴー。リアクションが大きく非常に賑やか。制服のブラウスを崩して着る癖がある。
ここぞという時に頭ハネできる待ちになり、麻衣子曰く「ホントくやしい思いさせてくれる」とのこと。
川神 風花（かわかみ ふうか）
比礼振中の大将。3年生。身長159cm。
麻衣子・佳代とともに合同合宿にて部活動からの引退を発表。引退後の進路は麻雀部のある高校に進学することを考えている。
木曽田 奏（きそだ かなで）
比礼振中の顧問。身長154cm。物静かな性格なのか比礼振中のメンバー同士の会話に淡々とツッコミを入れていた。

#### 姫原中学校
石原 依奈（いしはら よりな）
姫原中学校の先鋒を務めるエース。ガラは悪いが、どこかひょうきんで憎めない性格。
馬庭 莉乃（まにわ りの）
姫原中の次鋒。157cm。気弱そうな印象を与える少女。
斎藤 美佐伎（さいとう みさき）
姫原中の中堅。目の下のクマが印象的。
下位は大物手を狙ってくるという他家の読みを逆手に取り、あえて三元役を捨てた發切りで杏果から白・中を釣り出し、鳴き合戦に勝つような和了率重視の戦術を見せる。そのことを「もったいない」と言われても、「イージーな読みで楽はさせませんよ」と受け流す冷静沈着な性格。ポーカーフェイスだが、結衣の跳満で大きく引き離された時は密かに拳を握りしめていた。
青戸 瑞希（あおと みずき）
姫原中の副将。
加本 沙奈（かもと さな）
姫原中の大将。

### 全国
小禄 心（おろく こころ）
沖縄県代表、運天原小学校5年生。敗退した同郷の士である与那嶺若菜に「つらよごし」と吐き捨てるなど、見かけの可愛さに反して相当に腹黒く、卓上でもひねくれた打ち方をする。
家が貧しいようで、育ての親である叔母からは小遣いをもらったことがなく、鞄が他にないからとプライベートでもランドセルを背負っている。
与那嶺 若菜（よなみね わかな）
沖縄県代表、首里小学校6年生。
遅れてきた宗像芽依に牌を投げつけたり、対局中も大声で怒鳴りつけたりと悪質な行為で他家を威嚇する。
鈴木 兒生（すずき るい）
神奈川県代表、千代崎小学校6年生。慕が横浜にいたころの旧友。全国大会の会場で慕と再会する。
男子に少々大声を出されただけで半泣きになってしまう涙もろさで、上述のように恫喝してくる若菜とは相性最悪だった。
宗像 芽依（むなかた めい）
福島県代表、安積小学校5年生。
丹羽 菜緒子（たんば なおこ）
愛知県代表、橦木小学校6年生。
冷静かつ強気な性格で、愛知の地区大会で「負けたら土下座」という罰ゲームを持ちかけた相手に対し、勝った時は有無を言わさぬ威圧感を放ちながら実行させようとした。
苗字の読みは「たんば」だが、周りからは「ニワちゃん」と呼ばれている。これは原作者が名古屋の小学校に通っていたころ、クラスメイトがそう呼ばれていたことに由来する。
本編
15巻カバー裏では、小学生全国大会から約15年が経過した今も知代子と仲睦まじくしている。
高橋 知代子（たかはし ちよこ）
東京都代表、北芝小学校6年生。龍門渕透華からセレブ要素を取り除いたような、威勢のいい少女。
本編
単行本15巻のカバー裏では、菜緒子とは本編の時代でも交流が続いている。
赤土 晴絵（あかど はるえ）

星野 沙夕菜（ほしの さゆな）
新潟県代表、白山浦小学校6年生。極度の面倒くさがりで、対局中も頻繁にため息をつく。大会に出たのは、ネット麻雀だと数をこなさなければ上位に入れないのに対し、「こういう大会なら数回連続でトップを取ればタイトルホルダー」になれるため。
無気力さに反し、心のブラフにひるまず押していくなど果敢な面もある。
戒能 優子（かいのう ゆうこ）
愛媛県代表で戒能良子の10歳上の姉。
白築とは全中の決勝戦にて初対面し、妹が白築の大ファンということで試合前にサインを直接もらった。
能力は人が欲しい牌を二つずつ抱え込める。
16巻の表紙になっている。
三尋木 咏（みひろぎ うた）

善野 一美（ぜんの かずみ）

### 親族その他
白築 ナナ（しらつき ナナ）
慕の母。168cm。失踪時の年齢は31歳前後。慕と2人で暮らしていたが、ある日突如として姿を消してしまう。ニーマンの「魔法」によって記憶を消されているらしく、小学生全国大会で活躍した慕を娘だと分からずにファンレターを送った。
白築 耕介（しらつき こうすけ）
慕の叔父。176cm。物語開始時の年齢は26歳。
姉のナナが行方不明になったのを受けて慕を引き取り育てている。昔はバンドを組んでいて、「リチャードソン」という芸名を使っていた。
周藤 瞬斗（すどう しゅんと）
耕介の友人でかつてのバンド仲間。183cm。物語開始時の年齢は26歳。今も耕介のことを「リチャードソン」と呼んでいる。現在は質屋を経営している。
春日井 真深（かすがい まふか）
はやりが小学2年生のころ（本編の20年前）に「牌のおねえさん」を務めていたアイドル。24歳、168cm。
偶然ながら幾度かはやりと出会ったことが縁で交流が生まれ、自身のライブに招待したりしていた。本編ではやりが付けているバレッタは、当時の真深がはやりに譲った物である。
若くして癌を患うも、闘病生活をしながらアイドル業を続けていた。また、高校生のころに麻雀インターハイ団体戦で準優勝した経験を持つ。
瑞原 美月（みずはら みつき）
はやりの母。154cm。アイドル活動を始めたはやりのために、テーマ曲「恋はHAYARIに流されて」の作詞を手がけた。駄洒落好きで、ちょくちょく娘に呆れられる。
本編
16巻カバー裏にて親子揃って杏果の温泉旅館を訪れ、雨中の露天風呂ではしゃぐという子供のような一面を見せた。28歳の娘がいるにもかかわらず、年齢を全く感じさせない容姿である。
杏果の母
杏果の家の旅館で女将をしている、物腰の柔らかな女性。娘が中学団体戦市大会に出た時はたびたび声援を送った。
ニーマン
世界王者の実績を持つ女性雀士。耕介が『魔女』と呼び、自身も『魔法』を呼称する能力でナナの記憶を消し、行動を共にしている。

## 怜-Toki-の登場人物

### 石連寺小学校
園城寺 怜（おんじょうじ とき）

清水谷 竜華（しみずたに りゅうか）

野上 葉子（のがみ ようこ）
怜と竜華のクラスメイト。身長130cm。性格は真面目一辺倒だがやや偏狭なきらいがある。ファッション雑誌を愛読しており、頻繁に髪型を変えるなどオシャレに気を遣っている。家は接客業をしているため手伝いを行うこともある。もともと東京からの転校生で東京弁をからかわれていたところを竜華に救い出されて以降友達になった過去を持つ。
当初は竜華の一番の友達と称して怜を排除しようと考えていたが、竜華やあゆみを交えた麻雀勝負の結果怜とも友達になる。
保健委員であり麻雀部と手芸部を掛け持ちしている。
進士 あゆみ（しんじ あゆみ）
怜と竜華のクラスメイト。身長145cm。口より先に手が出る性格ではあるが、泉の企みを見抜いたりと人の本質を見抜く鋭さも持っている。周囲の人間に対する面倒見も悪くは無い。
2歳下の弟がいる。麻雀部とバスケ部を掛け持ちしている。
除ヶ口 弥生（よけぐち やよい）
石連寺小学校の麻雀部部長。身長152cm。飄々としたつかみ所のない性格ではあるが麻雀の実力は確かなものがある。よく迷子になることがありその度に怜たちが竜華を巡る麻雀勝負で白熱した対局を見せたことに驚き麻雀部に勧誘する。その影で怜たちの対局の動画を「凶星」のセーラに流していた。
クラブチームの入団試験を挑戦しているものの、精神的な問題で実力を発揮しきれずに突破できていない。クラブチームのヴァグラピード大阪の一員であるセーラからの推薦を得るべく、セーラを喜ばせることができるほどの実力を持った竜華に目をつけて麻雀部に勧誘し、石連寺小学校の麻雀部と「凶星」の練習試合を画策した。
倉智 知恵（くらち ちえ）、倉智 多恵（くらち たえ）
石連寺小学校の麻雀部に属している双子の姉妹。双子であるゆえかお互いの考えていることがわかる能力を持っており、それを活かしたトリッキーな戦法を駆使する。
麻雀部に弥生が来る以前は自分たち姉妹しかいない部室で二人だけで遊んでいたが、クラブチームの試験に受からず練習相手を求めていた弥生に前述の能力を買われる形で一緒に練習するようになる。弥生も含めて三人で麻雀を打っていくうちに弥生の入団試験合格をともに目標にするようになる。

### 凶星とその関係者
江口 セーラ（えぐち セーラ）

愛宕 洋榎（あたご ひろえ）

二条 泉（にじょう いずみ）

### 親族・その他
怜の母
怜の母親。眼鏡をかけたボブカット。わりと気の弱い性格だが麻雀を始めてまっすぐになった怜の成長をよく見守っている。その反面親離れしていっている怜を見て寂しがる面もある。
清水谷 麗華（しみずたに れいか）
竜華の母親。シングルマザーであり、娘の体型をよりボリュームアップしたような外見をしている。非常に多忙であるからかなかなか娘に接する機会もない。娘に対してはよく物を買い与えたりするなどして関心を引こうとする面が目立つ。
竜華の祖母
千里山に住んでおり、孫娘である竜華と一緒に暮らしている。怜が竜華の家に最初に遊びに来た時に麻雀を教えた人物。
娘の麗華とは竜華を巡ることなどで口論になることもあり、親子関係には溝がある。
東梅田 則幸（ひがしうめだ のりゆき）
怜と竜華のクラスの担任。